# Ankara
Ankara [ˈɑŋkɑɾɑ], früher Angora (antiker Name altgriechisch Ἄγκυρα Ankyra, lateinisch Ancyra), ist seit 1923 die Hauptstadt der Türkei. Nachdem das Stadtgebiet die gesamte Fläche der Provinz Ankara umfasst, ist sie die flächenmäßig größte Hauptstadt der Welt.
Die Stadt ist nach türkischem Recht als Großstadtgemeinde (Büyükşehir Belediyesi) verfasst und nach Fläche und Einwohnern mit der gleichnamigen Provinz identisch. Sie hatte 2024 etwa 5,8 Millionen Einwohner und ist damit nach Istanbul die zweitgrößte Stadt des Landes.

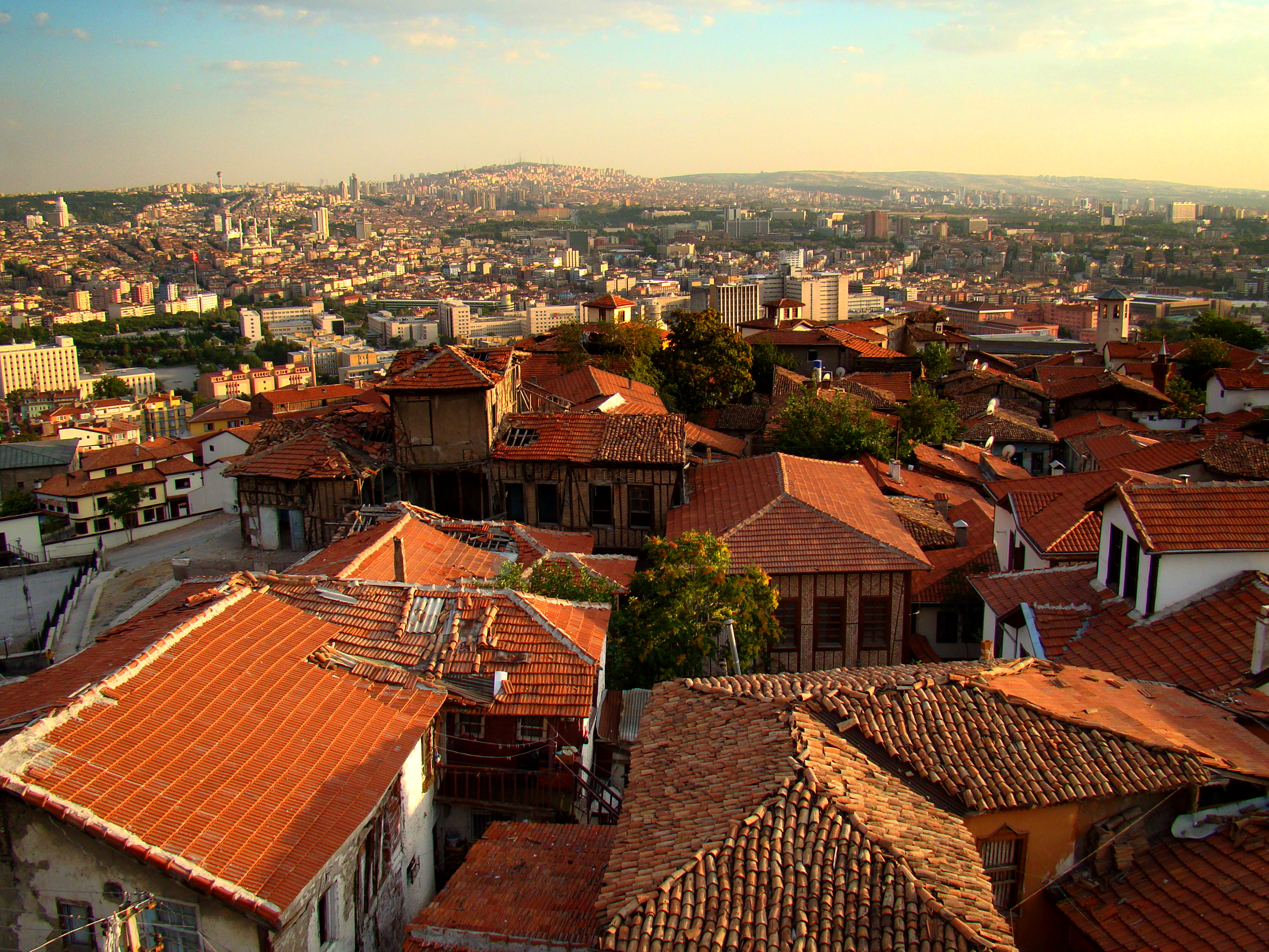
Blick von der Zitadelle auf die Altstadt

## Etymologie und Name der Stadt
Die genaue etymologische Herkunft des Namens Ankara ist nicht bekannt. Pausanias berichtet, dass König Midas an der Stelle einen Anker gefunden und die Stadt dann dort deshalb als Ankyra (griechisch für Anker) gegründet habe. Stephanos von Byzanz behauptet, die Galater hätten im Kampf gegen die Ptolemäer aus Ägypten nach dem Sieg einen Anker als Kriegstrophäe mitgebracht und diese Bezeichnung bei der Gründung der Stadt im Stadtnamen verewigt. Es sind Münzprägungen mit Ankermotiv bekannt. Dagegen gibt es Hinweise, dass die Stadtbezeichnung schon seit den Phrygern oder gar den Hethitern in einer ähnlichen Form benutzt und später von den Griechen zu Ankyra umgewandelt wurde.
In ähnlicher Weise wurde in der islamischen Zeit Ankaras die These aufgestellt, die damals Engürü genannte Stadtbezeichnung stamme von dem persischen Wort für Traube (engûr) ab, das sich auf die üppigen Weinanbaugebiete um Ankara beziehe.
Ab dem 28. März 1930 wurde für den Namen der Hauptstadt auch im Verkehr mit Europäern anstelle der in der lateinischen Schrift bis dahin bei den Europäern üblichen – aus dem Neugriechischen stammenden – Namensform Angora die türkische Bezeichnung Ankara durchgesetzt. Ältere türkische Namensformen waren Engüriye, Engürü oder Engüri; frühere Namensformen waren griechisch Ankyra, lateinisch Ancyra und arabisch أنقرة / Anqira und أنقريا / Anquriyyā oder قلعة السلاسل / Qalʿat as-Salāsil, zu deutsch „Kettenfestung“.

## Geographie und Klima

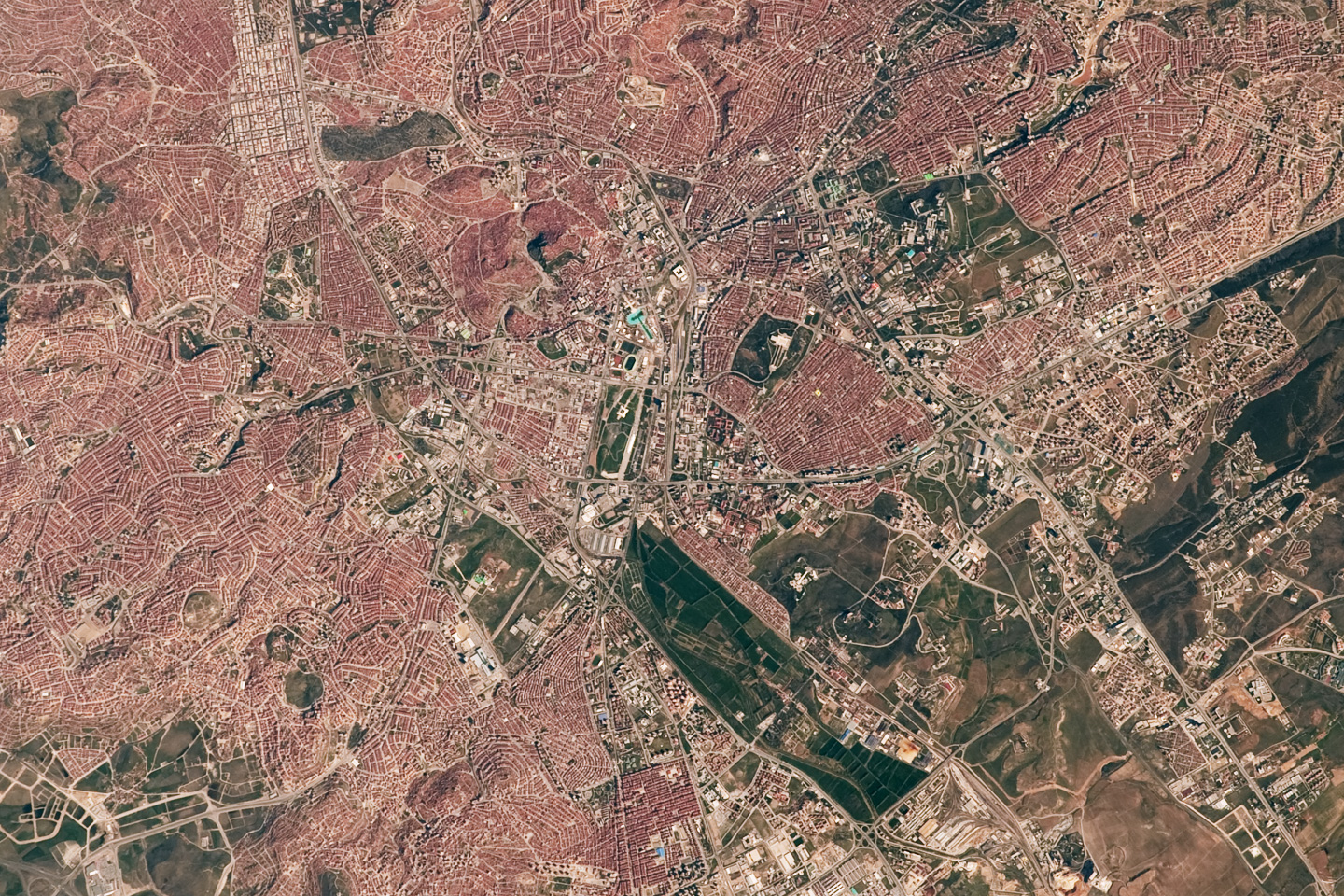
Satellitenfoto. Die Himmelsrichtungen sind gegenüber der in Landkarten üblichen Nordorientierung um ca. 135 Grad nach links gekippt, d. h. die linke untere Ecke zeigt in etwa nach Norden.

Ankara liegt etwa 900 bis 1050 Meter über dem Meeresspiegel und hat ein streng trockenes Kontinentalklima, das durch heiße trockene Sommer und kalte schneereiche Winter geprägt ist. Die Stadt liegt südlich am Fuße des Köroğlu-Gebirges und zieht sich südlich in Richtung Konya-Plateau. Die Jahresdurchschnittstemperatur beträgt 12,6 °C. Die wärmsten Monate sind Juli und August mit durchschnittlich etwas über 24 °C, die kältesten Januar und Februar mit Temperaturen etwas über dem Gefrierpunkt. Die meisten Niederschläge fallen im Mai mit durchschnittlich 51 Millimetern, die geringsten Niederschläge werden für die Monate Juli und August mit knapp 15 Millimeter im Mittel verzeichnet. Die Jahressumme der Niederschläge beträgt im Schnitt 414 mm; damit ist Ankara eines der trockensten Gebiete der Türkei.
In der Stadt vereinigen sich zwei kleine Bäche namens Hatip Çayı, auch Bent Deresi genannt, und Çubuk Çayı zum Ankara-Fluss (Ankara Çayı), der in der Stadt größtenteils überbaut und stark verschmutzt ist.
|                        | Jan  | Feb  | Mär  | Apr  | Mai  | Jun  | Jul  | Aug  | Sep  | Okt  | Nov  | Dez  |   |       |
| Mittl. Temperatur (°C) | 0,9  | 2,7  | 6,7  | 11,5 | 16,5 | 20,6 | 24,2 | 24,3 | 19,6 | 13,9 | 7,3  | 2,8  | ⌀ | 12,6  |
| Mittl. Tagesmax. (°C)  | 4,7  | 7,4  | 12,2 | 17,5 | 22,8 | 27,3 | 31,0 | 31,0 | 26,5 | 20,3 | 13,0 | 6,7  | ⌀ | 18,4  |
| Mittl. Tagesmin. (°C)  | −2,2 | −1,2 | 1,9  | 6,0  | 10,5 | 14,1 | 17,2 | 17,4 | 13,1 | 8,4  | 2,7  | −0,3 | ⌀ | 7,3   |
|                        |      |      |      |      |      |      |      |      |      |      |      |      |   |       |
| Niederschlag (mm)      | 38,6 | 36,6 | 46,9 | 44,5 | 51,0 | 40,2 | 14,8 | 14,6 | 17,9 | 33,4 | 31,9 | 43,2 | Σ | 413,6 |
|                        |      |      |      |      |      |      |      |      |      |      |      |      |   |       |
| Sonnenstunden (h/d)    | 2,2  | 3,6  | 4,8  | 6,3  | 7,7  | 9,3  | 10,6 | 10,2 | 8,8  | 6,3  | 4,3  | 2,4  | ⌀ | 6,4   |
|                        |      |      |      |      |      |      |      |      |      |      |      |      |   |       |
| Regentage (d)          | 13,6 | 12,7 | 13,9 | 13,4 | 14,5 | 11,5 | 4,6  | 5,1  | 5,5  | 9,2  | 8,9  | 14,0 | Σ | 126,9 |

| −2,2 |

| −1,2 |

| 1,9 |

| 6,0 |

| 10,5 |

| 14,1 |

| 17,2 |

| 17,4 |

| 13,1 |

| 8,4 |

| 2,7 |

| −0,3 |

| −2,2 |

| −1,2 |

| 1,9 |

| 6,0 |

| 10,5 |

| 14,1 |

| 17,2 |

| 17,4 |

| 13,1 |

| 8,4 |

| 2,7 |

| −0,3 |

## Geschichte

### Antike und byzantinische Zeit

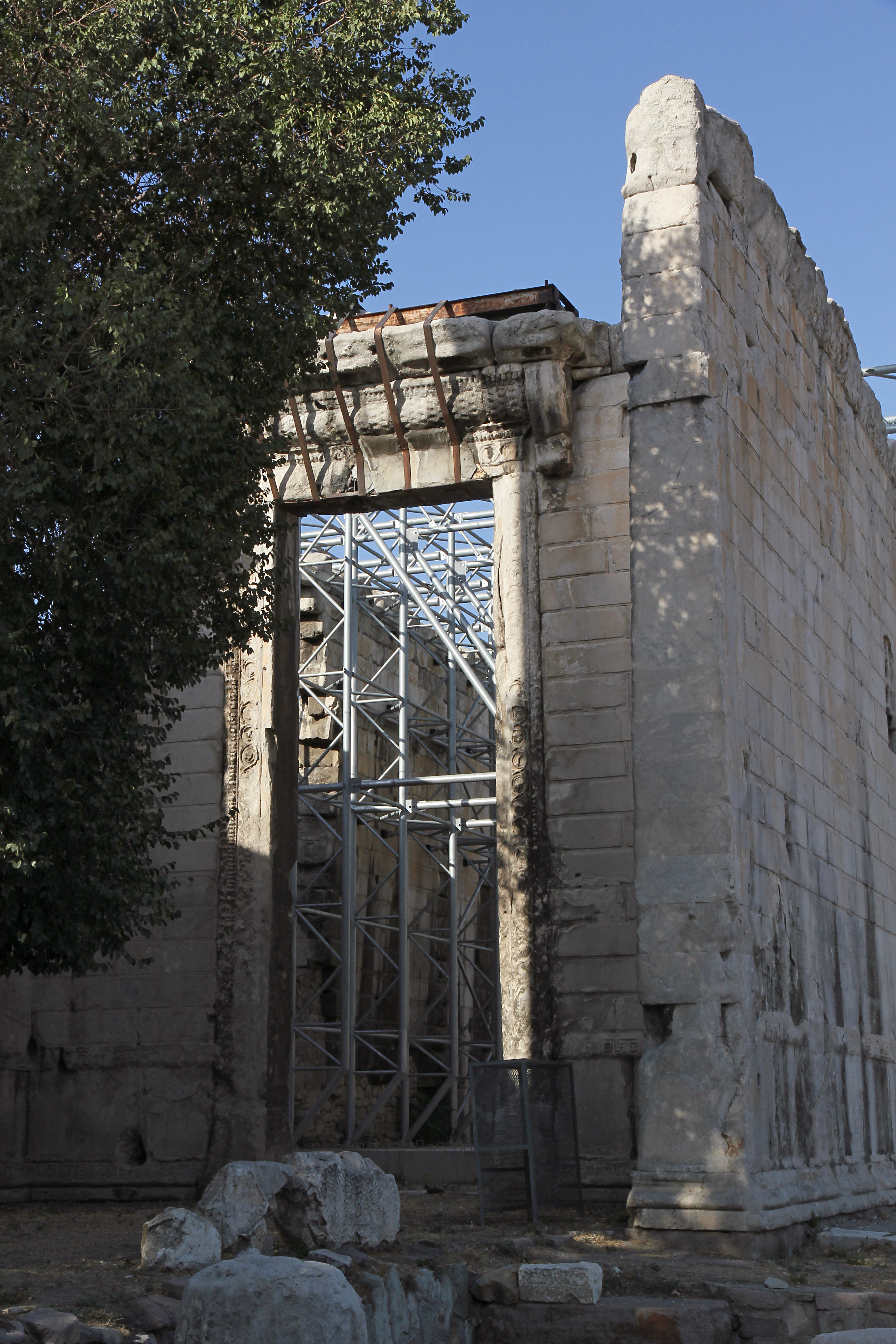
Augustustempel

Ursprünglich eine blühende phrygische Siedlung an der persischen Königsstraße, wurde es in römischer Zeit Hauptstadt der römischen Provinz Galatien. Die keltischen Galater waren als Söldner im 3. vorchristlichen Jahrhundert nach Anatolien gekommen und entwickelten sich dort zunächst zur Landplage. Nachdem sie ab 268 v. Chr. im Inneren Kleinasiens angesiedelt worden waren, wurde Ancyra Zentrum des galatischen Stammes der Tektosagen. 189 v. Chr. wurde Ancyra von Gnaeus Manlius Vulso besetzt, blieb aber unter regionaler Herrschaft. Die Galater wurden erst 44 v. Chr. nach Caesars Ermordung durch König Deiotaros unter einer Herrschaft vereinigt, aber bereits 25 v. Chr. wurde Galatien römische Provinz und Ancyra deren Hauptstadt. Aus römischer Zeit erhalten geblieben ist der Augustustempel, an dessen Wänden sich eine als Monumentum Ancyranum berühmt gewordene Inschrift befindet, die römischen Bäder und die Juliansäule.
Bei der Teilung des Römischen Reiches nach dem Tode des Kaisers Theodosius I. im Jahr 395 fiel die Stadt an das Oströmische Reich, das später Byzantinisches Reich genannt wurde, und gehörte bis 1073 zu diesem. 620 eroberten vorrückende Sassaniden die Stadt und hielten sie sieben Jahre. Die Byzantiner machten die Stadt von 717–775 zum militärischen Hauptquartier ihrer Verwaltungseinheit Bukellarion. Ankara wurde mehrmals von arabischen Truppen unter den abbasidischen Kalifen Hārūn ar-Raschīd (797) und al-Mu'tasim bi-'llāh (838) erobert und von den Byzantinern nach einigen Jahren wieder eingenommen. Die von den Byzantinern als häretische Gruppe bezeichneten Paulikianer konnten die Stadt kurz einnehmen (871), sie wurden wie die Truppen der Abbasiden (931) ebenfalls wieder zurückgeworfen. Aus der byzantinischen Zeit stammen die eindrucksvollen Befestigungsmauern der Zitadelle sowie die in den Augustustempel eingebaute Kirche, von der noch die Apsis und die kleine Krypta erhalten sind.

### Seldschuken und Osmanen

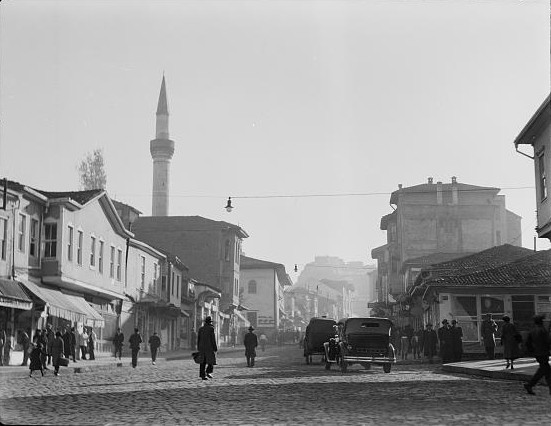
Ankara im Jahr 1935

Nach dem Sieg Alp Arslans in der Schlacht bei Manzikert 1071 löste sich die byzantinische Reichsverwaltung in Anatolien vorübergehend vollständig auf. In den so entstandenen anarchischen Verhältnissen ließen sich türkische Stammesgruppen in Anatolien nieder, denen oftmals rivalisierende Adelsfraktionen in den byzantinischen Städten Kleinasiens die Tore öffneten, um die militärischen Fähigkeiten dieser Gruppen für eigene Zwecke zu nutzen. Im Zuge der Konsolidierung und Zentralisierung der Herrschaft dieser türkischen Gruppen unter einer seldschukischen Nebenlinie geriet Ankara unter die Herrschaft des Sultanats der Rum-Seldschuken. Nach dem Mongoleneinfall 1243 und dem Zusammenbrechen des seldschukischen Staates übernahmen kleine unabhängige Fürstentümer, die Beyliks, die Kontrolle über die westanatolischen Grenzgebiete (Uc), während Ostanatolien und das östliche Mittelanatolien unter die direkte Herrschaft der mongolischen Ilchane und später auch unter die Herrschaft türkischer Fürsten fielen. Hierbei lag Ankara im Grenzgebiet zwischen den Grenzfürstentümern der Uc, namentlich der Osmanen und der Karamanen und dem Herrschaftsbereich der Ilchane. In diesem Herrschaftsvakuum geriet Ankara wie vergleichbare Städte unter die Leitung der Ahi.

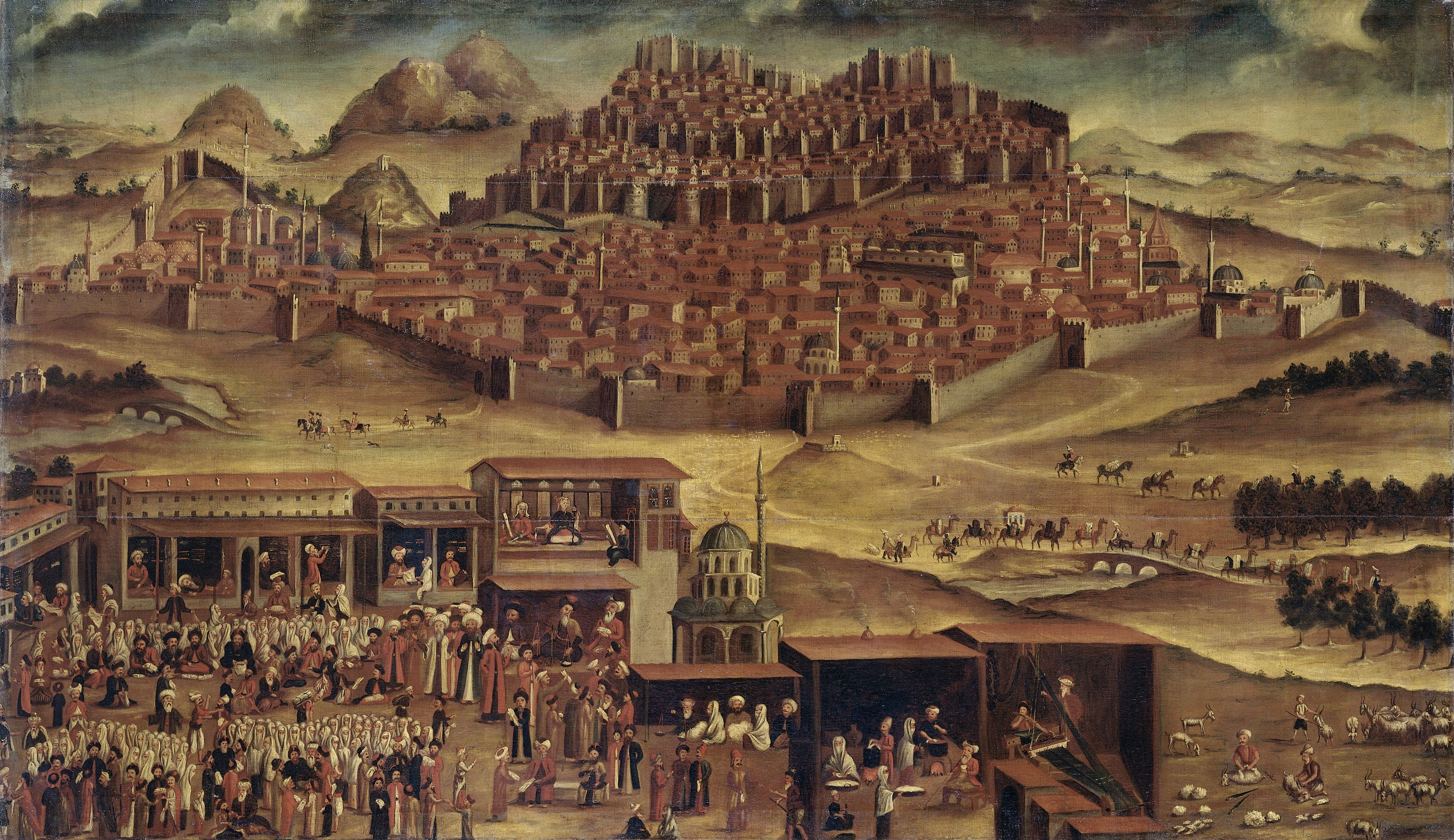
Ankara im 18. Jh.

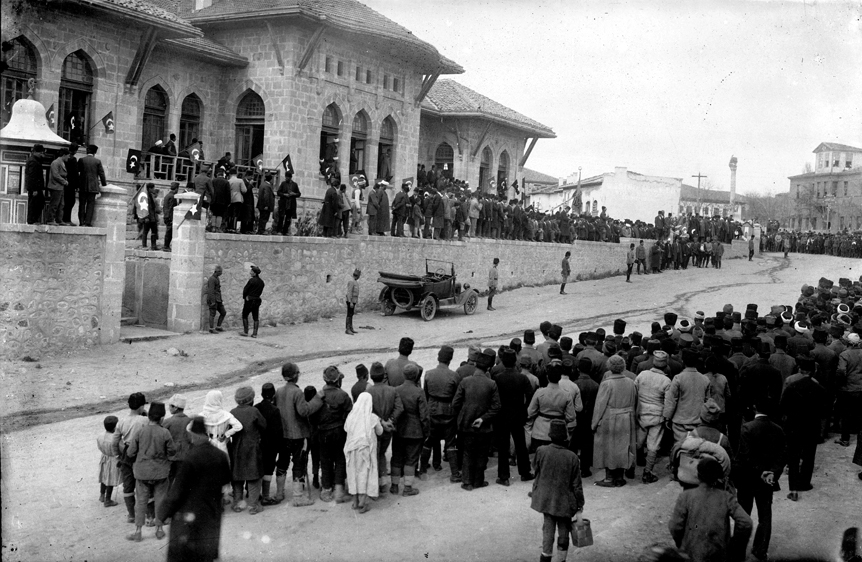
Das erste Parlament, 1920

Die Ahi waren als Ausläufer der Futuwwa-Bewegung gildenartige Bruderschaften der städtischen Bevölkerung, etwa der Handwerker, deren Führer in Abwesenheit anderer Herrschaftsinstanzen staatliche Aufgaben in Anspruch nahmen. 1356 eroberte Orhan I. Ankara und gliederte es ins Osmanische Reich ein, welches dessen Entwicklung fortan – mit der Ausnahme der Besatzung 1401–1402 durch Timur nach der Schlacht bei Ankara – bis zum Ersten Weltkrieg bestimmen werden sollte. Ankara war Hauptstadt eines Sandschak im Eyâlet Anadolu und wurde 1841 Verwaltungssitz des neu gebildeten gleichnamigen Eyalets (ab 1867 Vilâyet Ankara). Seit 1892 ist Ankara durch die Anatolische Eisenbahn mit Istanbul verbunden.
Nach der Niederlage der Osmanen im Ersten Weltkrieg besetzten alliierte Streitkräfte die damalige Hauptstadt Istanbul. Auch Ankara wurde 1919 für eine kurze Zeit nach der osmanischen Kapitulationserklärung von alliierten Truppen unter der Führung Withalls besetzt und wieder geräumt. Im anatolischen Kernland formierte sich gegen die Besatzungsmächte Widerstand, und nach der Ankunft Mustafa Kemals in Ankara Ende 1919 wurde 1920 die Große Nationalversammlung der Türkei ausgerufen, da das osmanische Parlament in Istanbul unter dem Druck der britischen Besatzung stand und viele seiner Abgeordneten nach seiner Auflösung durch die Briten inhaftiert und nach Malta deportiert wurden. Als die griechischen Besatzungstruppen 1921 bis in die Gegend des heutigen Polatlı (etwa 60 km vor Ankara vordrangen) und der Artilleriebeschuss schon in Ankara zu hören war, gab es im Parlament Überlegungen nach Kayseri umzuziehen, wovon nach der erfolgreichen Schlacht am Sakarya abgesehen wurde.

### Republik
Mit dem endgültigen Sieg der von Kemal Atatürk geführten Truppen im Türkischen Befreiungskrieg wurde Ankara wegen seiner Lage in Zentralanatolien und in bewusster Abgrenzung zur osmanischen Hauptstadt Istanbul im Vorfeld der Ausrufung der Republik am 13. Oktober 1923 zur Hauptstadt erklärt. Als repräsentative Hauptstadt der jungen Republik musste zunächst die Infrastruktur bereitgestellt werden. Die Stadt war durch einen Brand 1917 größtenteils zerstört worden, die Umgebung war versumpft (Malaria war ein großes Problem) und hinzu kam ein stetiger Zustrom von Menschen. In acht Jahren (1920–1928) vervierfachte sich die Bevölkerungszahl von ca. 25.000 auf 100.000 Zur Neukonzeption wurde größtenteils auf deutsche Architekten zurückgegriffen, so basierte die grundlegende Stadtplanung auf einem von Carl Christoph Lörcher für 1924–1925 entwickelten Plan, der aber im weiteren Verlauf aufgrund stärkeren Zuzugs neu bewertet und von dem ab 1929 im türkischen Dienst stehenden Hermann Jansen im sogenannten „Jansen-Plan“ neu konzipiert wurde. Clemens Holzmeister errichtete das Parlamentsgebäude, mehrere Ministerien und Gerichtsgebäude sowie eine Villa für Atatürk.

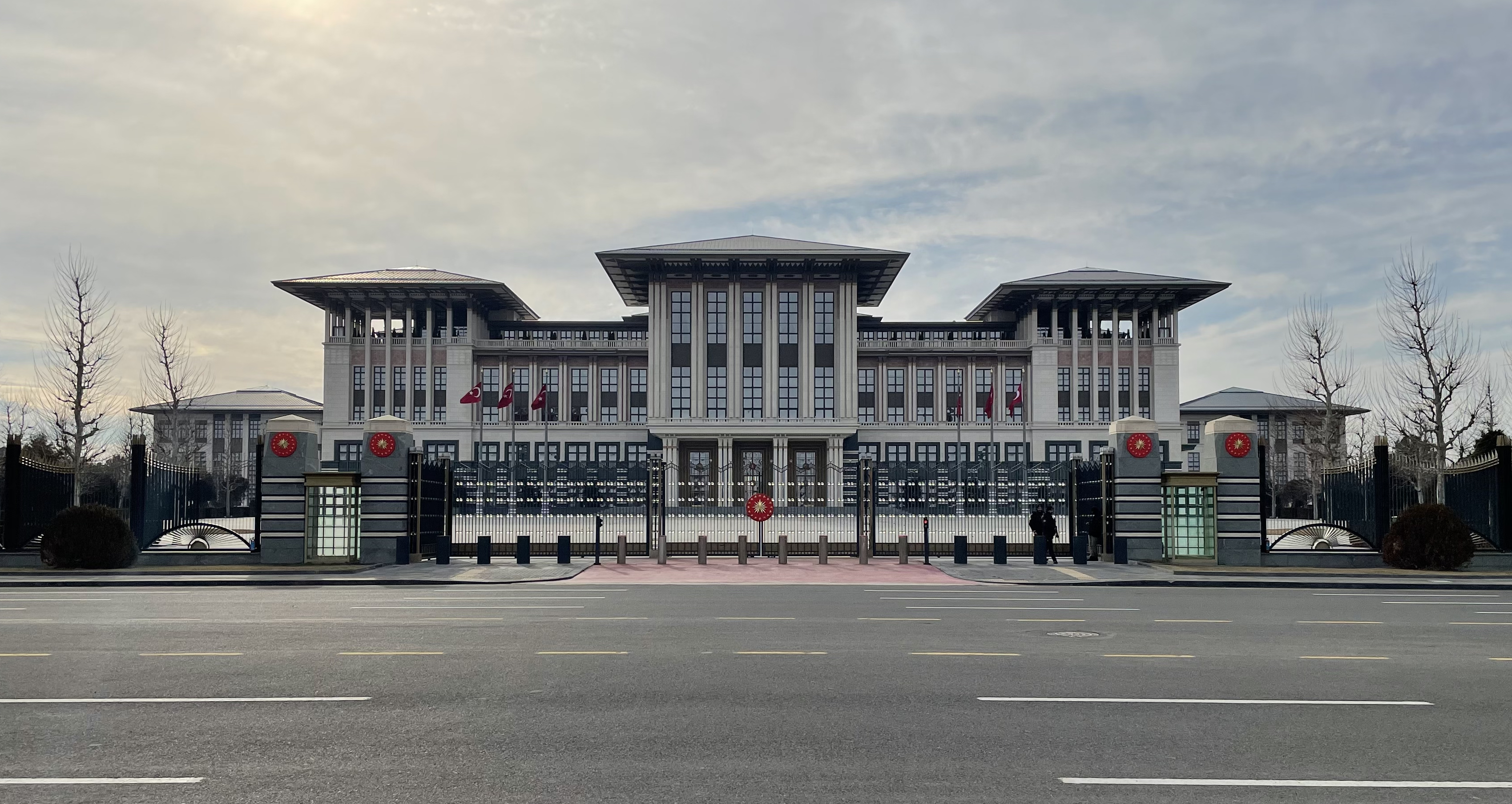
Cumhurbaşkanlığı Külliyesi, zu Deutsch Präsidentschaftskomplex genannt, ist der Amtssitz des Präsidenten der Türkei

In den folgenden Jahrzehnten musste die Stadtverwaltung sich mit der Landflucht auseinandersetzen, die in Gecekondu-Vierteln sichtbar wurde. Spätestens seit den 1950er Jahren wurde immer stärker auf repräsentative Bauten verzichtet, das Stadtbild im Zentrum dominieren große funktionale Quaderbauten und Verkehrsstraßen. Die als „grüne Stadt inmitten der anatolischen Steppe“ geplante Hauptstadt verlor stark an städtischer Grünfläche. Mitte der 1980er Jahre versuchte die sogenannte TOKI türkeiweit das Wohn- und Platzproblem mit billigen Hochhaussiedlungen zu lösen, welche seitdem das Stadtbild Ankaras dominieren. Von 1994 bis 2017 war der islamisch-konservative Melih Gökçek der Oberbürgermeister. Im Jahre 2009 wurde die Stadt für ihre herausragenden Bemühungen um die europäische Integration mit dem Europapreis ausgezeichnet. 2014 wurde der neue Amtssitz des Präsidenten eingeweiht, der trotz gerichtlichem Baustopp auf der Grünfläche der Waldfarm Atatürks errichtet wurde und knapp eine halbe Milliarde Euro kostete. Am 10. Oktober 2015 kam es während einer Demonstration am Bahnhof der Stadt zu einem terroristischen Sprengstoffanschlag mit über 100 Toten. 2017 wurde Gökçek als Bürgermeister durch den ebenfalls der AKP angehörenden Mustafa Tuna abgelöst, der bei der Kommunalwahl 2019 jedoch knapp seinem Herausforderer Mansur Yavaş von der CHP unterlag.

## Wappen
Das Wappen der Stadt ist ein langjähriges Streitthema. Das jahrzehntelang akzeptierte Wappen oder Emblem war die als „hethitische Sonne“ bezeichnete scheibenförmige Standarte (Bronzestandarten von Alaca Höyük). Sie wurde 1995 von dem langjährigen Bürgermeister der Jahre 1994–2017 Melih Gökçek, ab 2002 Mitglied der islamisch-konservativen AKP, durch eine Abbildung der Kocatepe-Moschee, die mit ihrer klassischen Architektur anderen Moscheen der Türkei sehr ähnelt und 1987 fertiggestellt wurde, ersetzt. Verschiedene Gerichtsbeschlüsse bemängelten die fehlende repräsentative Symbolik und kritisierten Befugnisübertritte des Bürgermeisters. Dieser integrierte als Reaktion daraufhin den Atakule-Fernsehturm in das Wappen. Später schlug Gökcek zwei Katzenaugen der Katzenrasse Türkisch Angora als Wappen vor; der Vorschlag wurde aber aufgrund von Protesten zurückgezogen. Die Wappenfrage bleibt ein Streitthema.

## Wirtschaft und Infrastruktur

### Wirtschaft und Tourismus

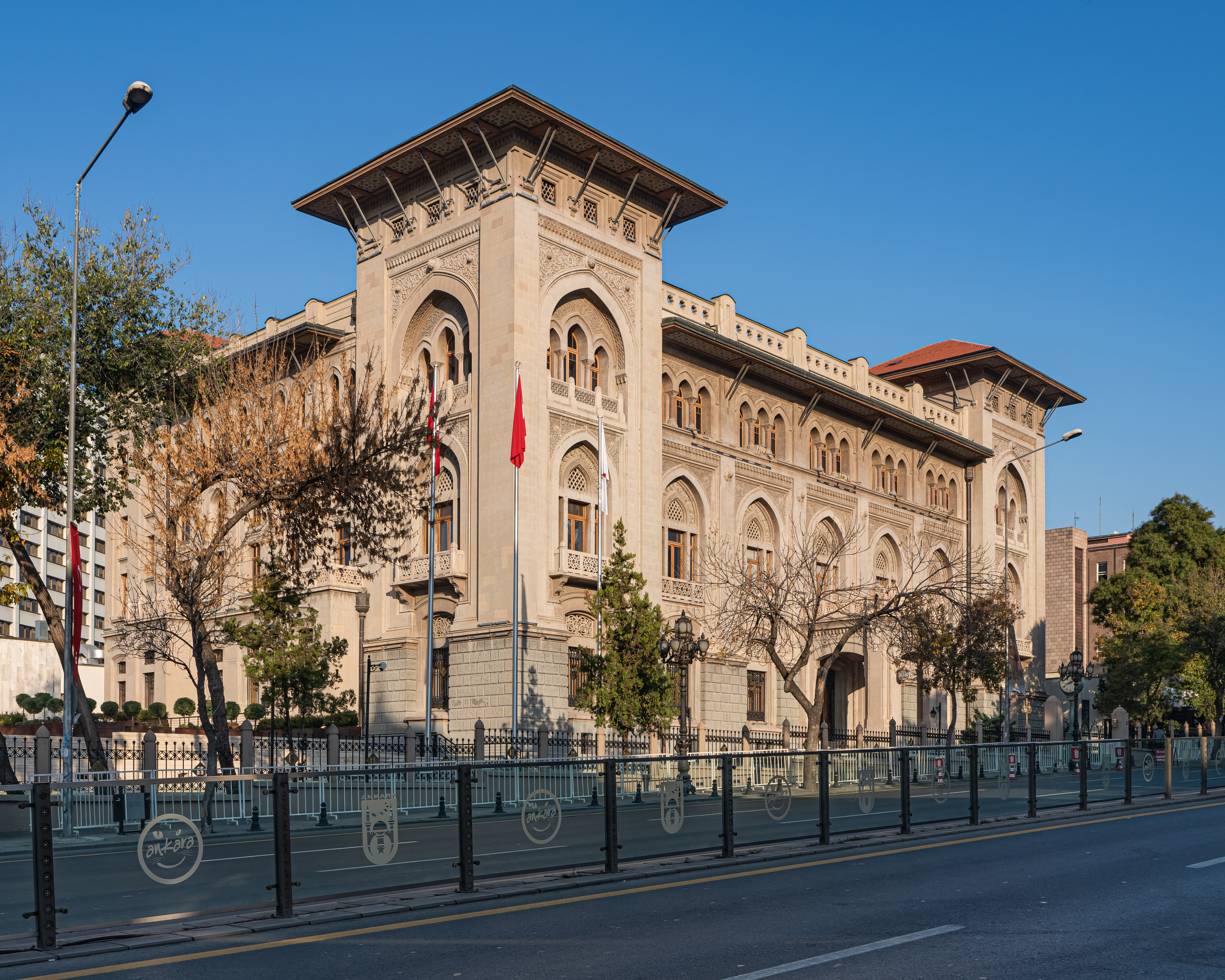
Die ehemalige Zentrale der Ziraat Bankası

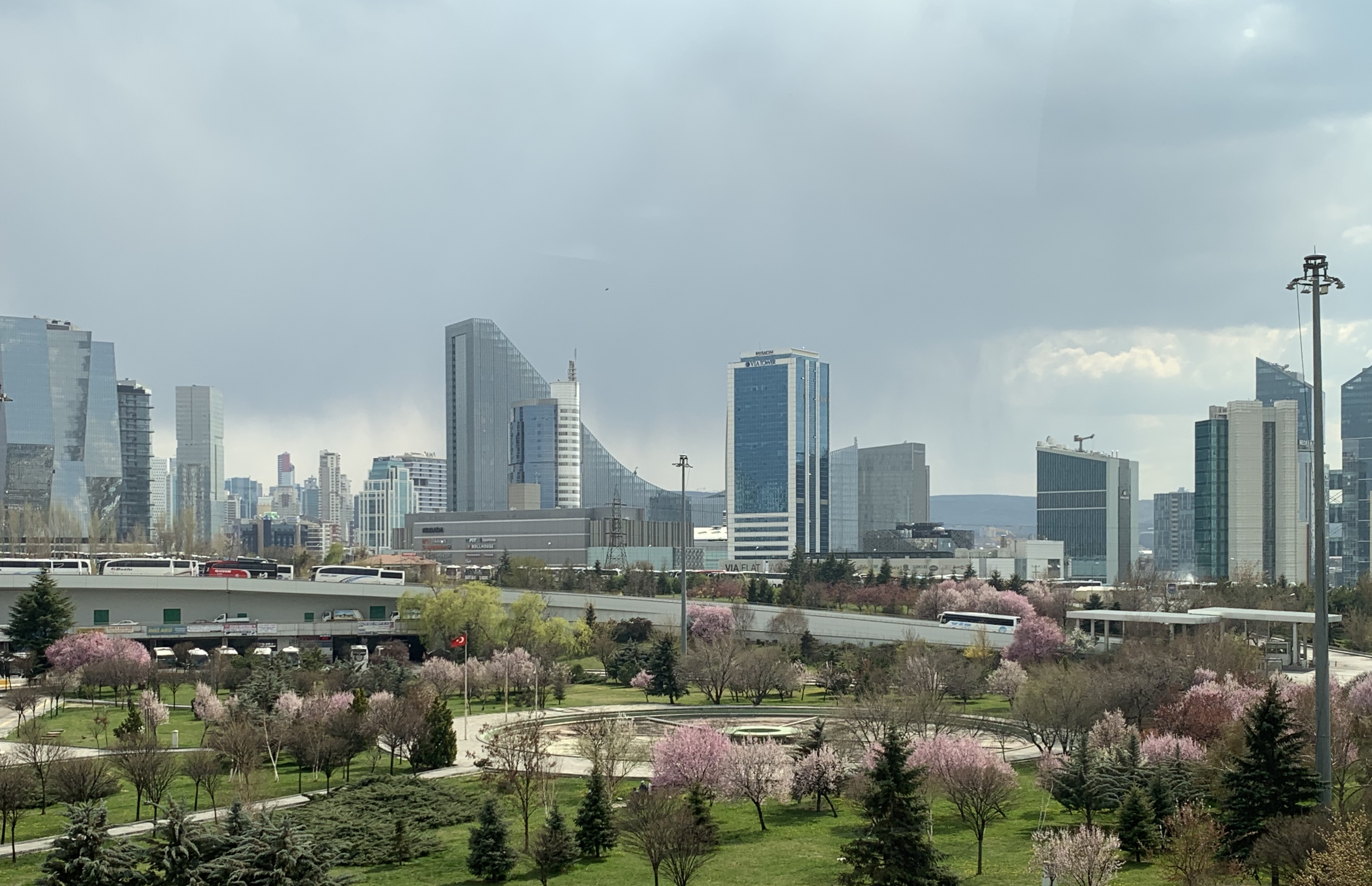
Geschäftsviertel Söğütözü in Ankara

Ankara ist nicht nur das Verwaltungszentrum der Türkei, sondern gilt neben Istanbul und Izmir auch als eines der größten Wirtschaftszentren des Landes. Von Bedeutung ist die Rüstungsindustrie, wie die TUSAS Turkish Aerospace Industries, die ASELSAN (Militärtechnik) oder die MKE Munitions- und Waffenindustrie, die Roketsan oder Havelsan. Des Weiteren existieren eine große MAN Autobusfabrik in der Nähe des Flughafens, ein Traktorenwerk, ein Baumaschinenhersteller (Hidromek), sowie Betriebe der Nahrungs- und Genussmittelindustrie, während die ehemals bedeutende Ziegen- und Wollhaarverarbeitung bedeutungslos geworden ist. Die Industriebetriebe konzentrieren sich größtenteils im Westen der Stadt.
Das Einkaufs- und Handelszentrum der Stadt liegt größtenteils in Kızılay um den Kızılay-Platz.

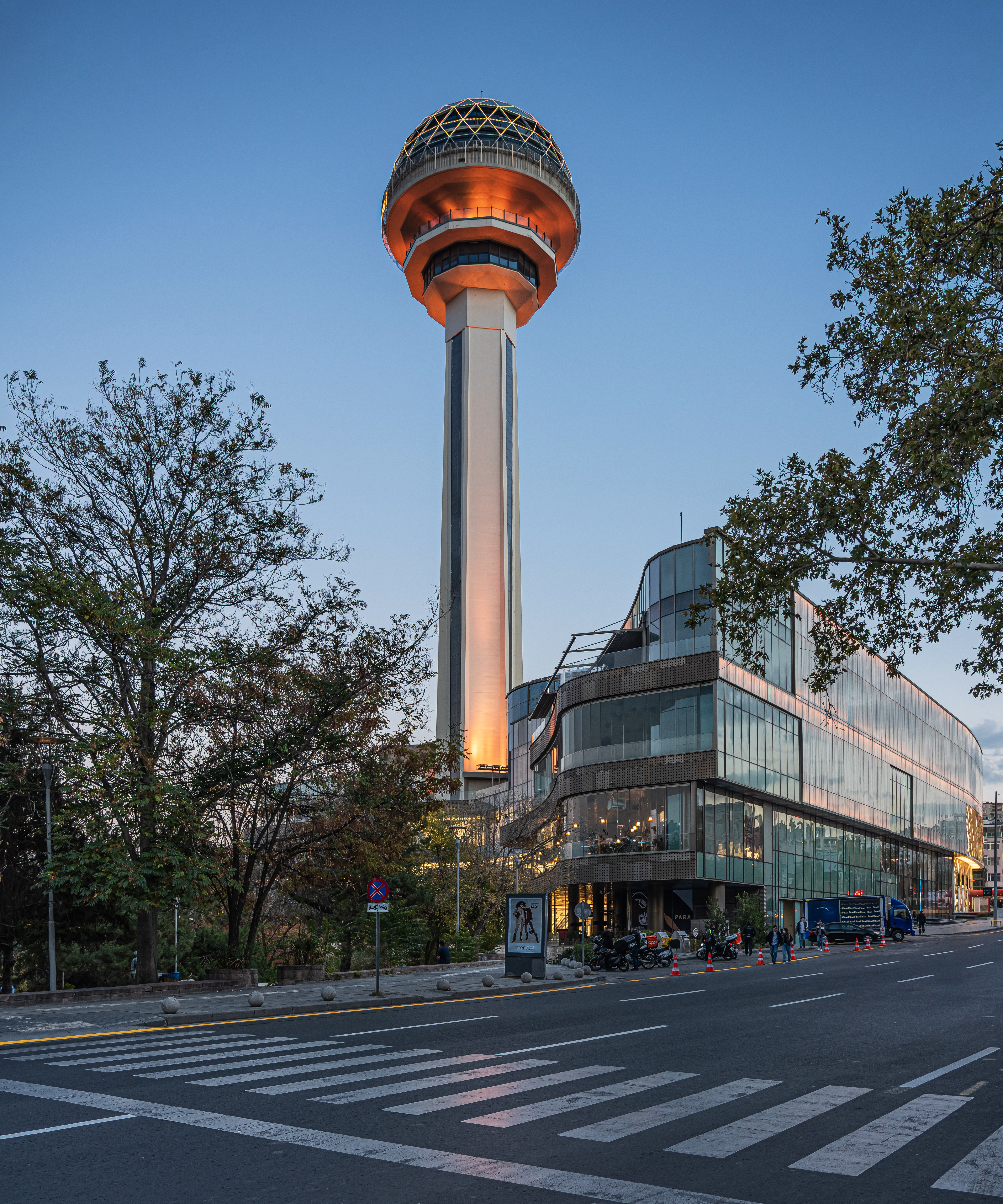
Atakule Turm

Ankara ist im Vergleich zu den anderen türkischen Städten wenig touristisch erschlossen. Dies wird zumeist mit dem vorherrschenden Image einer unbegrünten Beamtenstadt erklärt. Zu den meistbesuchten Orten zählt das Mausoleum des Staatsgründers Atatürk und das Museum für anatolischen Zivilisationen. Zumeist wird der Besuch im Rahmen einer größeren Tour, wie z. B. bei einer Reise nach Kappadokien organisiert. Für die religiösen inländischen Touristen ist die Hacı-Bayram-Moschee eine Pilgerstätte.
Laut einer Studie aus dem Jahr 2014 erwirtschafte Ankara ein Bruttoinlandsprodukt von 104,86 Milliarden US-Dollar in Kaufkraftparität. In der Rangliste der wirtschaftsstärksten Metropolregionen weltweit belegte die Stadt damit den 129. Platz. Das BIP pro Kopf liegt bei 21.076 US-Dollar (KKP).

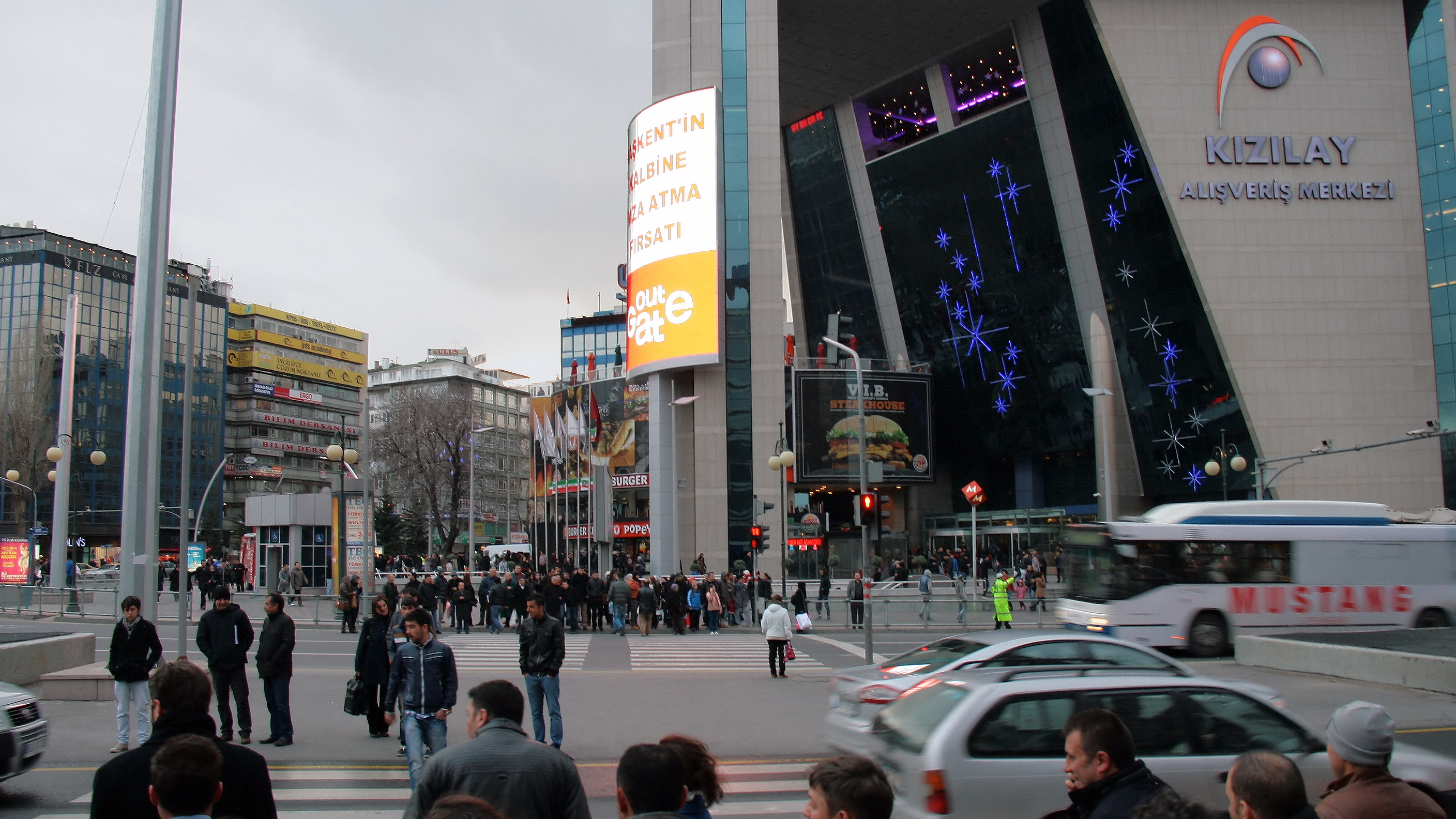
Kızılay-Platz

### Bildung
Ankara ist Sitz mehrerer Universitäten, u. a. der Universität Ankara, der Bilkent-Universität, der Gazi-Universität, der Technischen Universität des Nahen Ostens (ODTÜ), der Hacettepe-Universität, der Tobb-Universität für Wirtschaft und Hochtechnologie, der Ufuk-Universität, der Atılım-Universität, Çankaya-Universität und der Başkent-Universität.

### Verkehr

#### Straßen und ÖPNV

Bestehendes U- und S-Bahn-Netz mit in Bau befindlichen Erweiterungen

Die Qualität der Straßen ist unterschiedlich. Die achtspurige Ringautobahn O-20 trägt zur Entlastung des städtischen Verkehrs bei. Wie in anderen Großstädten gibt es zahlreiche Taxis. Wie in den meisten türkischen Städten wird ein beträchtlicher Teil des öffentlichen Nahverkehrs von Dolmuş übernommen.
Der öffentliche Nahverkehr wird weitgehend mit Bussen abgewickelt. Es gibt mehrere Busbahnhöfe, u. a. der Fernbusbahnhof Ankara Şehirlerarası Terminal İşletmesi.
Die U-Bahn besteht 2017 aus fünf Linien: Ankaray (A1), M1, M2, M3 und M4. Eine weitere Linie ist in langfristiger Planung. Daneben gibt es einen S-Bahn-Verkehr (Banliyö Trenleri).
Eine 3,2 Kilometer lange kuppelbare Umlaufseilbahn mit vier Stationen verbindet seit 2014 den Stadtteil Şentepe mit der Metrostation Yenimahalle. Die Stadtverwaltung hat sich entschieden, das System allen Nutzern kostenlos zur Verfügung zu stellen, somit sind auch keine Fahrscheine notwendig. Gebaut wurde die Seilbahn vom Südtiroler Unternehmen Leitner ropeways.

#### Flughäfen

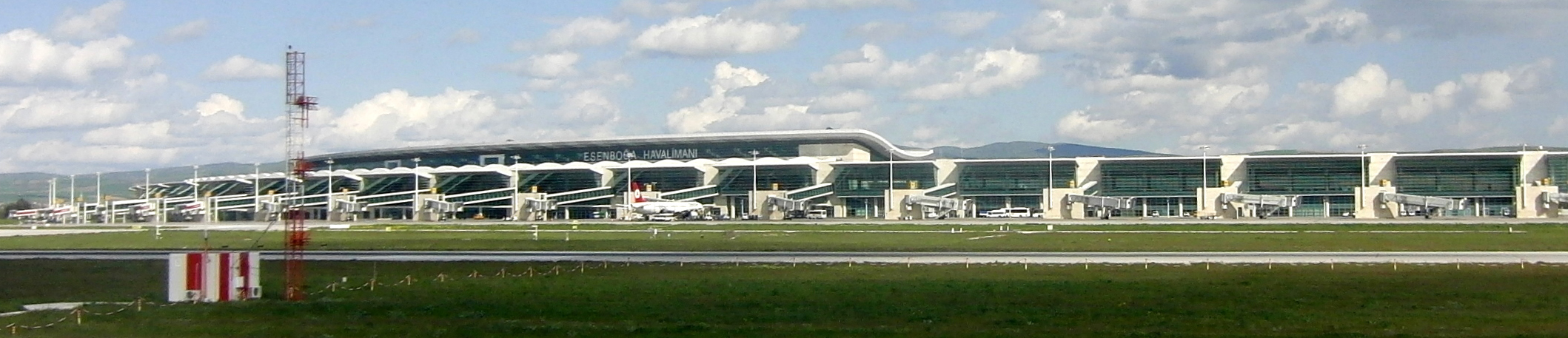
Flughafen Ankara-Esenboğa

Ankara besitzt mehrere militärische (u. a. Güvercinlik Havalimanı, Etimesgut Havalimanı) und einen internationalen zivilen Flughafen, den Esenboğa Airport. Er liegt 28 km nordöstlich der Stadt und wurde zwischen 2004 und Ende 2006 grundlegend erneuert. Gleichzeitig wurde der Flughafen über eine Schnellstraße an die Ringautobahn angeschlossen.

#### Eisenbahn

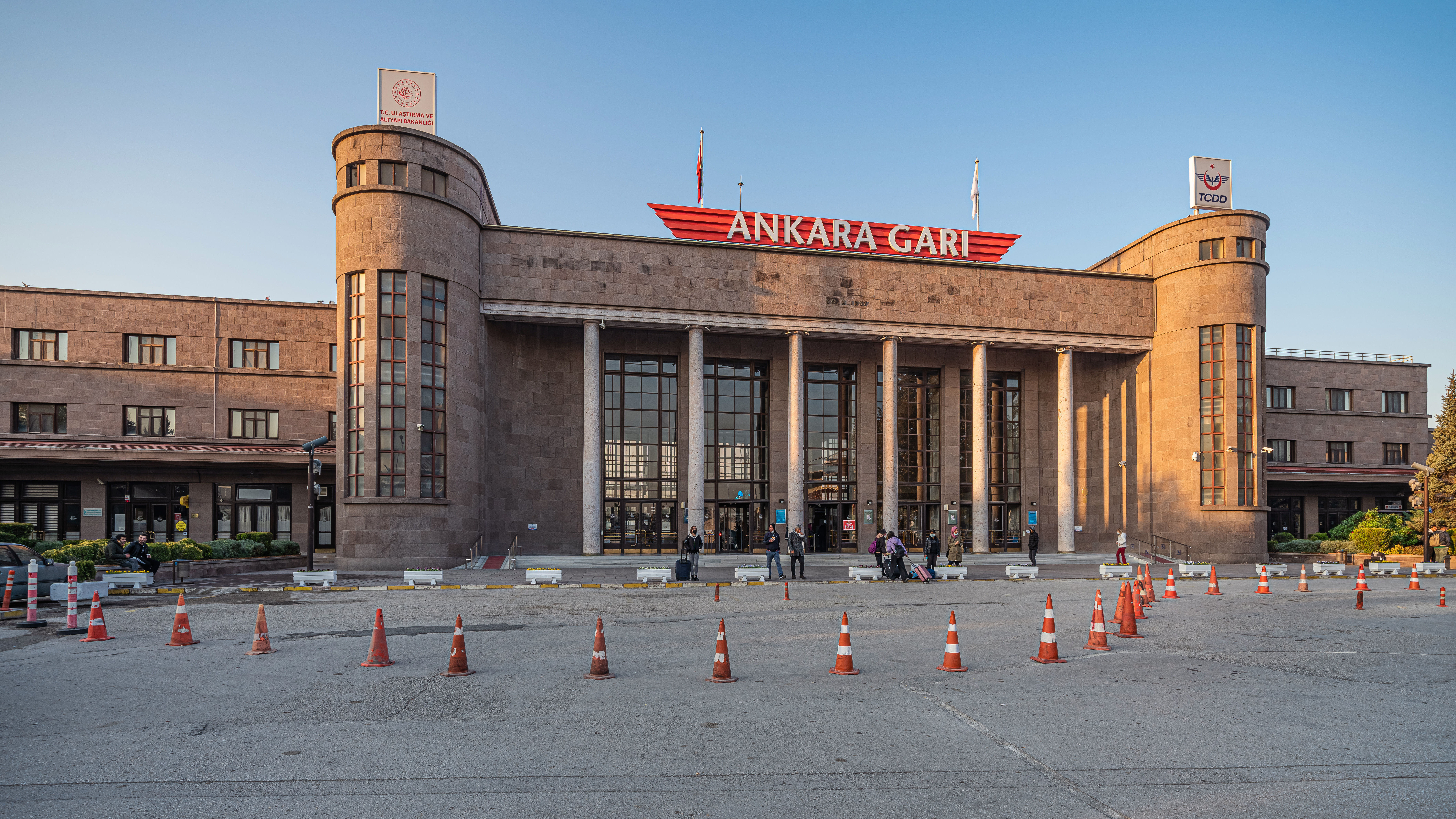
Der Bahnhof im Art-Déco-Stil

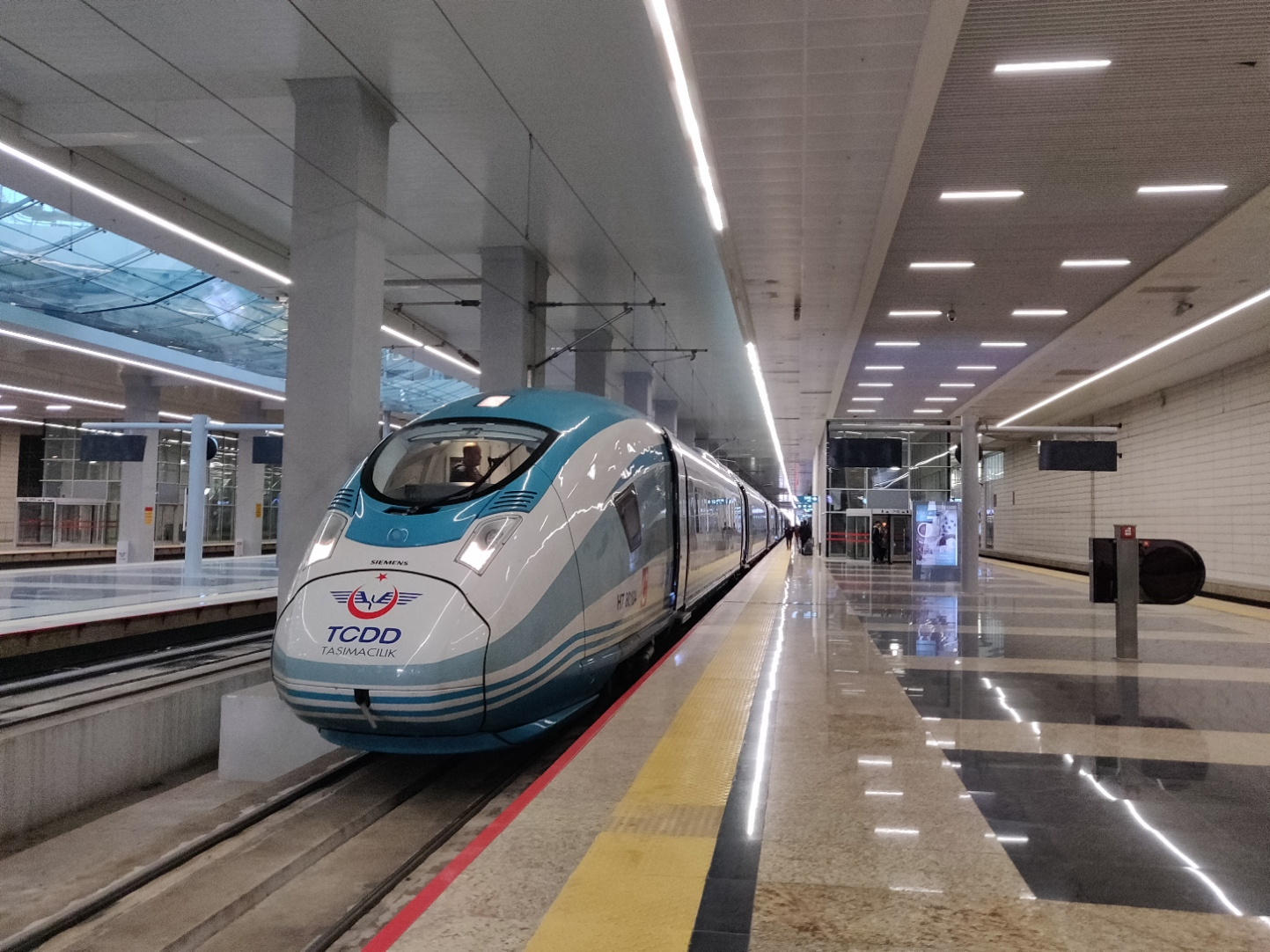
Zug der Baureihe HT80000 (Siemens Velaro D / Velaro TR) im Bahnhof von Ankara

Ankara wurde durch die Anatolische Eisenbahn Ende des 19. Jahrhunderts mit Istanbul und über einen Abzweig mit Izmir verbunden. Später wurden Strecken über Kayseri in den Osten des Landes, zur Bagdadbahn Richtung Adana und über Karabük an die Schwarzmeerküste gebaut.
Die Hochgeschwindigkeitsstrecke Ankara–Istanbul wurde Januar 2009 in Betrieb genommen. Die Hochgeschwindigkeitsstrecke Ankara–Konya ist seit dem 30. August 2011 in Betrieb. Hochgeschwindigkeitsstrecken nach Sivas, Kars und Izmir sind geplant und sollen bis 2015 fertiggestellt werden.[veraltet]
Das TCDD Açık Hava Buharlı Lokomotif Müzesi (Dampflok-Museum) beinhaltet verschiedene historische Zugmaschinen.
Ankara ist Ausgangspunkt des Trans Asya Ekspresi nach Teheran im Iran.

## Bevölkerung
Ankara hatte vor 1923 eine Bevölkerungszahl von ca. 25.000. Nachdem es den Status als Hauptstadt erhalten hatte, entwickelte es sich zu der Stadt mit der drittgrößten Bevölkerung nach Istanbul und Izmir und steht 2014 landesweit an zweiter Stelle. Es gehört zu den Städten mit dem stärksten Zuzug von Binnenmigranten. Die ganze Provinz zählt 5.045.085 Bewohner, Seit der letzten Verwaltungsreform 2014 umfasst die Großstadtgemeinde Ankara (Ankara Büyükşehir Belediyesi) das gesamte Gebiet der Provinz. Vor dieser Reform entfielen von den Einwohnern der Provinz 4.630.735 Bewohner auf die Großstadt Ankara. Auf Makroebene betrachtet sind in Ankara fast ein Drittel der Bewohner Zentralanatoliens (11.608.868) beheimatet. Die Stadtbevölkerung Ankaras lebt zu 97 % in städtischer, zu 3 % in dörflicher Umgebung.
Im Zeitraum 1990–2000 wuchs die Stadtbevölkerung ausgehend von 2.583.963 um 21,48 %. Im Vergleich dazu betrugen die Wachstumsraten in Zentralanatolien in diesem Zeitraum 15,78 % und für die gesamte Türkei 18,28 %.
| Männer | Frauen |

|  |  |

|  |  |

|  |  |

|  |  |

|  |  |

|  |  |

|  |  |

|  |  |

|  |  |

|  |  |

|  |  |

|  |  |

|  |  |

|  |  |

|  |  |

|  |  |

|  |  |

|  |  |

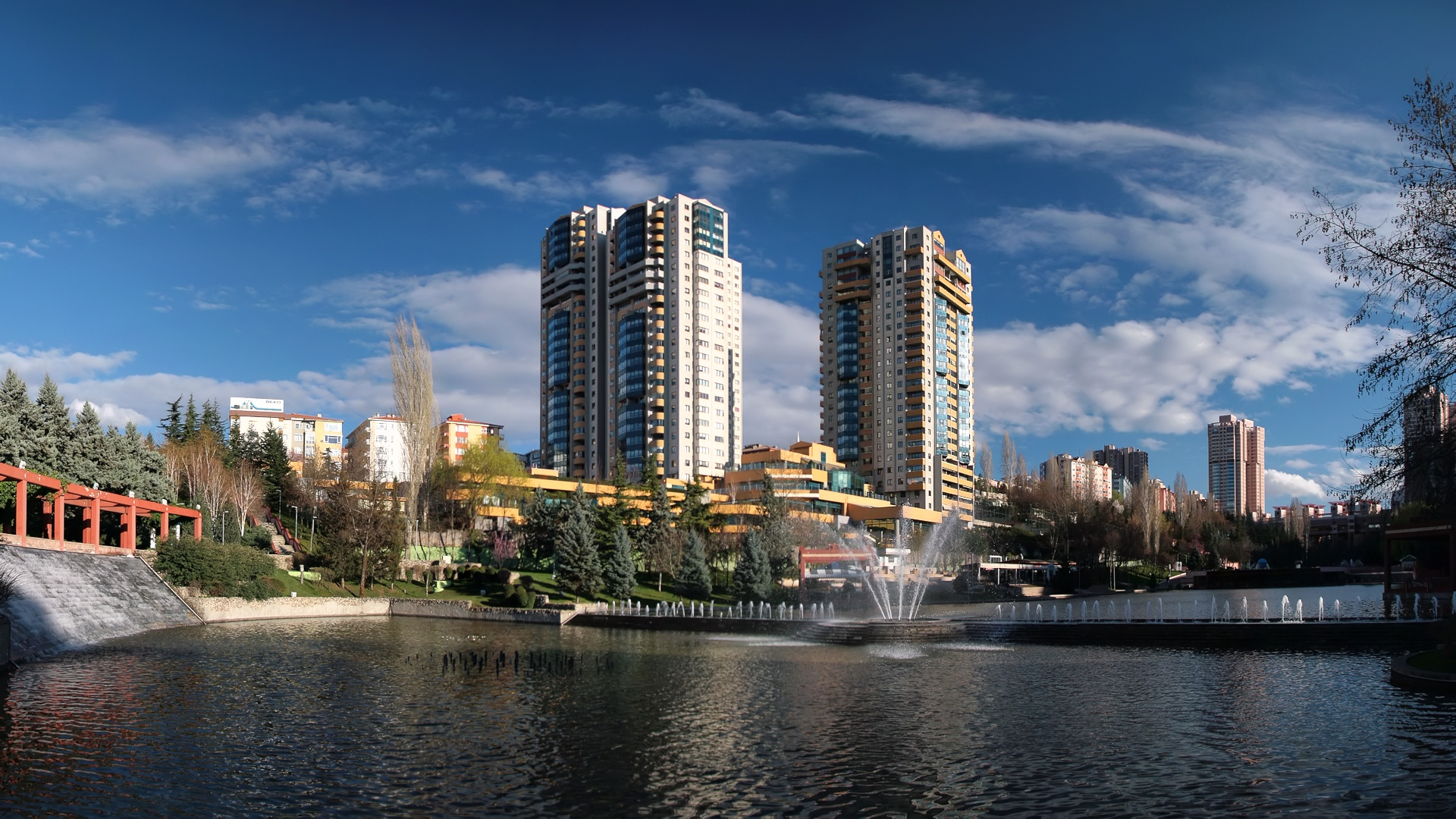
Hochhaussiedlungen in Dikmen

Während in Ankara 1.585.970 Bewohner beim Heimateinwohnermeldeamt Ankara gemeldet sind, gibt es eine größere Gruppe, die noch in den ursprünglichen Heimatprovinzen gemeldet ist. Die größte Einwanderung kommt aus den Provinzen Çorum mit 378.451, gefolgt von Yozgat 332.198, Çankırı 236.406, 196.296 Kırşehir, 180.595 Kırıkkale und 151.386 Sivas, deshalb größtenteils aus Zentralanatolien. Von außerhalb Zentralanatoliens kommen 103.319 Zuzüglern aus Erzurum, gefolgt von 81.830 aus Kars und 82.305 aus Bolu. Die geringsten Zuzüge verzeichnet Ankara aus Kırklareli, Hakkari und Yalova.

### Religion und Weltanschauungen
Die Bewohner sind größtenteils muslimischen Glaubens. Die Stadt kam früh mit dem Christentum in Kontakt. Nach der nordgalatischen Hypothese hat der Apostel Paulus von Tarsus die Bewohner Ankaras im ersten Jahrhundert zum Übertritt zum Christentum aufgerufen (Brief des Paulus an die Galater). Mit den Byzantinern wandelte sich der römische Augustustempel zu einer bedeutenden Kirche der Stadt. 1520 betrug der Anteil der Nichtmuslime in der Stadt 10 % und erhöhte sich durch den Zuzug meist katholischer Armenier im Jahre 1830 auf 45 %. Im Zuge der ethnischen Spannungen im Vorfeld des Ersten Weltkrieges und der Deportation der Armenier während des Völkermords ist die christliche Gemeinde stark geschrumpft. Die Stadt besitzt einige modernere Kirchen (protestantisch, katholisch, orthodox). Auch eine 100 Mitglieder umfassende jüdische Gemeinde mit einer Synagoge, der Havra, existiert.

### Persönlichkeiten
Ankara ist Geburtsort zahlreicher prominenter Persönlichkeiten. Siehe Liste von Söhnen und Töchtern der Stadt Ankara

## Stadtbild
Die verwinkelten, engen Gassen der Altstadt winden sich um einen steilen, von der Zitadelle gekrönten Felskegel. Südlich der Altstadt und des alten Stadtzentrums Ulus erstreckt sich die moderne Neustadt mit den neuen Zentren Kızılay und Kavaklıdere, deren Kennzeichen breite Boulevards, zahlreiche Regierungsgebäude und Botschaften sowie moderne Wohnviertel sind. Insbesondere im westlichen Teil der Stadt entstehen Neubausiedlungen, um dem wachsenden Bedarf an Wohnfläche zu entsprechen. Trotz dieser Anstrengungen gab es bis in die erste Dekade des 21. Jahrhunderts noch sehr viele Marginalsiedlungen (Gecekondu). Ein großer Teil dieser Gecekondus wurde seit der Jahrtausendwende flächendeckend abgerissen, neu beplant und durch weitläufige, moderne Hochhaussiedlungen ersetzt. Die heutigen Strukturen erhielt Ankara im Wesentlichen durch den deutschen Städtebauer Hermann Jansen, dessen Planungen Ende der 1920er Jahre umgesetzt wurden. Im Stadtteil Hamamönü in der Stadtgemeinde Altındağ wurden ab 2009 historische Häuser im Stil des 19. Jahrhunderts restauriert und beherbergen nun Cafés, Galerien und Souvenirläden.
In den letzten 15 Jahren wurde die Braunkohle als Heizmittel weitgehend vom umweltfreundlicheren Erdgas ersetzt. Dennoch nimmt aufgrund des stetigen Bevölkerungswachstums die Luftverschmutzung in Ankara stark zu, die alten Busse, Autos und das Fehlen einer umweltfreundlicheren Alternative tragen wesentlich dazu bei.

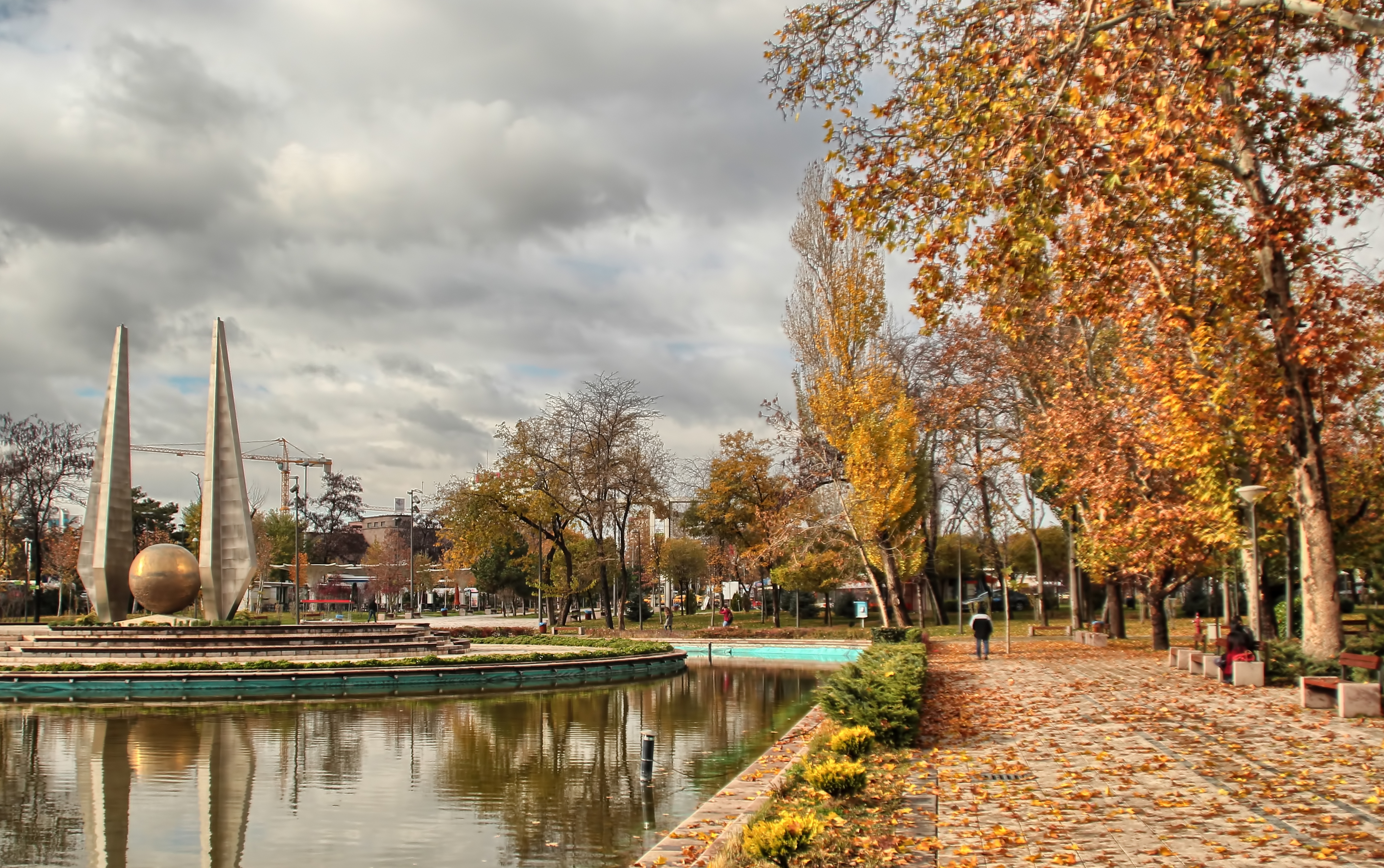
Gençlik Parkı

### Grünflächen
In den ersten städtebaulichen Plänen der jungen Republik war Ankara als grüne Stadt inmitten der kargen anatolischen Steppe geplant. Der zweite Stadtplaner Jansen plante sie in groben Zügen als anatolische Gartenstadt, so wurden große Grüngürtel angelegt, welche die Stadt in funktionelle Einheiten teilten. Eine größere Grünfläche im Westen der Stadt bildet die Waldfarm Atatürks, ein landwirtschaftlicher und forstwirtschaftlicher Demonstrationsbetrieb des Gazi, der die Bevölkerung bis in die 80er mit Rohmilch, Milchprodukten und lokalem Bier versorgte. Für die Bewohner der Stadt wurden damals dreistöckige Häuser mit Hintergärten angelegt, die heute noch in der Siedlung Bahçelievler in einer kleinen Zahl übriggeblieben sind. Mit der einsetzenden Landflucht ab den 1950ern wurden die Grünflächen Baugrund für Plattenbauten.
Ein bekannter zentraler Park ist der Gençlik Parkı, der in der Bauzeit 1938–1943 im Stadtteil Ulus fertiggestellt wurde. Er wurde als Erholungspark eröffnet und änderte seinen Charakter ab den 1950er Jahren stärker in Richtung Unterhaltungspark. Nach einer Grundsanierung 2006 ist er mit abendlichen Lichteffekten und Musikshows ein Ort für flanierende Familien. Zu den größten Parks der Stadt gehört der Altınpark (mit 50,8 ha) im Stadtteil Altındağ. Er wurde auf einem ehemaligen Golfplatz errichtet und 1991 fertiggestellt und bietet neben Erholung auch Möglichkeiten zur sportlichen Betätigung (wie Kartsport, Eisbahn).
Hinzu kommen mehrere kleinere Parks, darunter der Kurtuluş Parkı, der Kuğulu Parkı, der Gökçek Parkı und der 50. Yıl Parkı. Der Wald der Technischen Universität im Süden der Stadt war eine größere halbwegs bewaldete Grünfläche, die jedoch zunehmend bebaut wird, was zu anhaltenden Protesten der Studenten führt.

### Friedhöfe
Zu den landesweit bedeutendsten Friedhöfen gehört der Türkische Staatsfriedhof im Stadtteil Yenimahalle. Dieser beherbergt in seiner 536.000 m² großen Fläche 61 Gräber ranghoher Offiziere und Generäle des türkischen Befreiungskriegs, Gräber von drei Staatspräsidenten und einem Ministerpräsidenten. Für das relativ moderne Projekt (Bauzeit war 1981–1988) wurden die meisten Bestatteten dorthin umgebettet. Der ganze Friedhof ist mit Skulpturen durchzogen und beinhaltet ein Museum mit Habseligkeiten der Verstorbenen.
Ein anderer Friedhof mit namhaften Bestatten ist der Städtische Friedhof Cebeci im Stadtteil Cebeci. Er wurde in der Republikzeit als moderner Friedhof durch den Architekten Martin Elsaesser geplant und ist im Sinne des Laizismus konfessionell gemischt. Durch Erweiterungen in der jüngeren Zeit hat er seine alte Struktur verloren. Er gilt mittlerweile als zweitgrößter Friedhof der Stadt. Der größte zivile Friedhof ist der Karşıyaka-Friedhof mit einer Fläche von 2,89 km².

## Kultur und Sehenswürdigkeiten

### Römische Hinterlassenschaften
Im Stadtteil Ulus, dem historischen Kern der Stadt, liegen die Caracalla-Thermen, eine römische Badeanlage aus dem 3./4. Jahrhundert. Von den Badegebäuden sind Grundmauern und die Ziegel der Hypokaust-Heizungsanlage erhalten. Auf dem Platz für sportliche Übungen, der Palästra, sind zahlreiche Stelen, Kapitelle und Inschriften aufgestellt, die auf dem Stadtgebiet gefunden wurden. Etwa 400 Meter östlich davon befindet sich die Ruine des Tempels der Roma und des Augustus, an dessen Wänden der zweisprachige griechisch/lateinische Rechenschaftsbericht des Kaisers Augustus angebracht ist. Nahe dabei steht die ebenfalls römische Juliansäule, deren genaue Herstellungszeit nicht bekannt ist.

### Anıtkabir

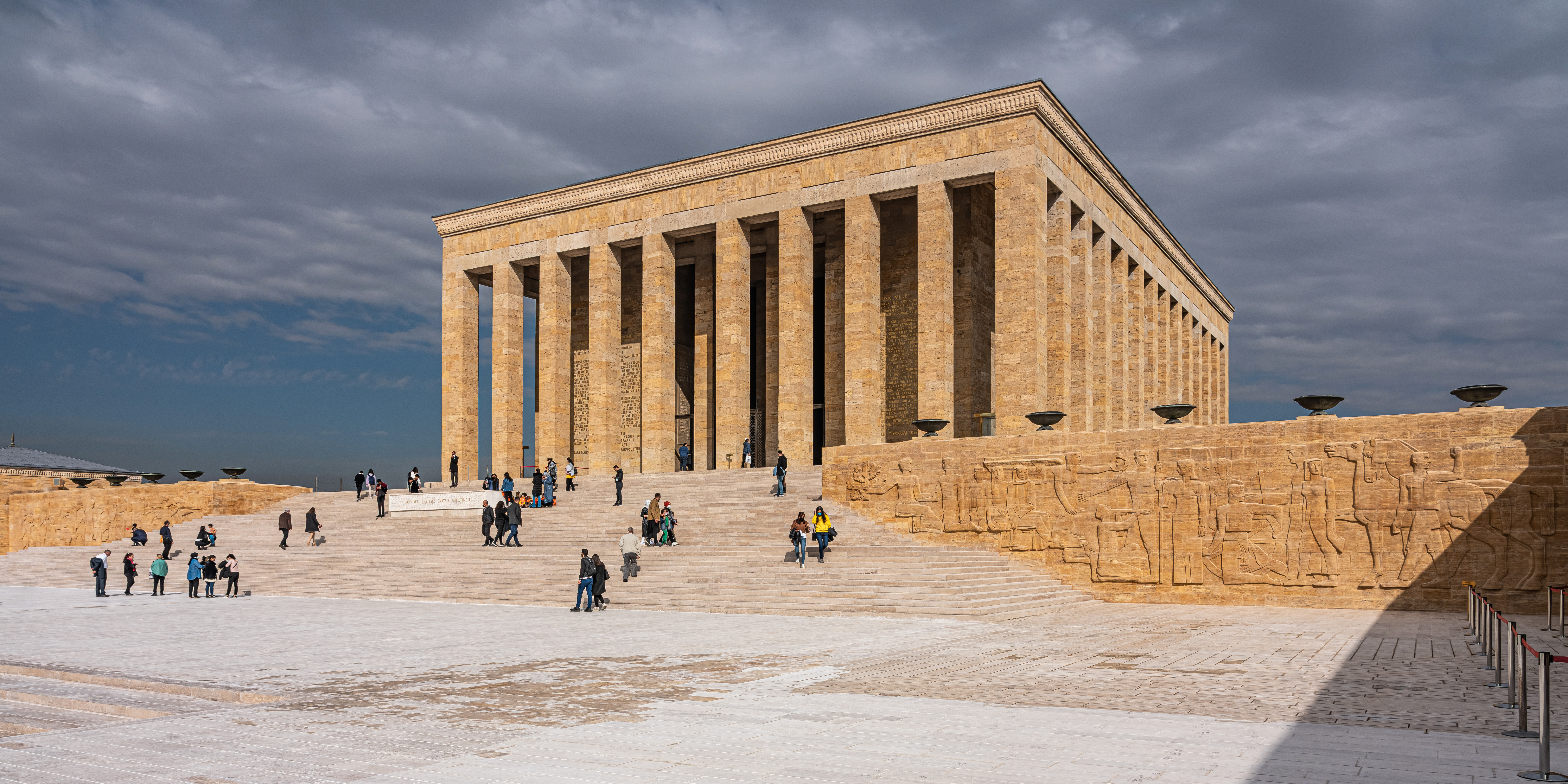
Das Mausoleum in Anıtkabir

Auf dem zentralen Hügel Anıttepe befindet sich die Ruhestätte des Staatsgründers Mustafa Kemal Atatürk. Nach seinem Tod 1938 wurde ein internationaler Architekturwettbewerb ausgerufen mit der Aufgabe ihm ein passendes Grabmal zu setzen. Der Entwurf fiel auf ein geradlinig rationales, schnörkelloses und monumental gehaltenes Mausoleum mit zentraler Lage und Blick auf die Stadt. Die Anlage ist dreiteilig: Über einen schmalen Gang (Löwenweg) gelangt man auf den zeremoniellen Platz, der 15.000 Menschen aufnehmen kann. Das Mausoleum umfasst Habseligkeiten des Feldherren und Staatsmannes und ein Museum über den Unabhängigkeitskrieg. Es ist ein landesweit bekanntes Nationaldenkmal, das jedes Jahr mehrere Millionen Besucher verzeichnet (2015: ca. 5 Millionen). Für ausländische Staatsgäste ist es ein protokollarischer Pflichtbesuch.

### Parlamente

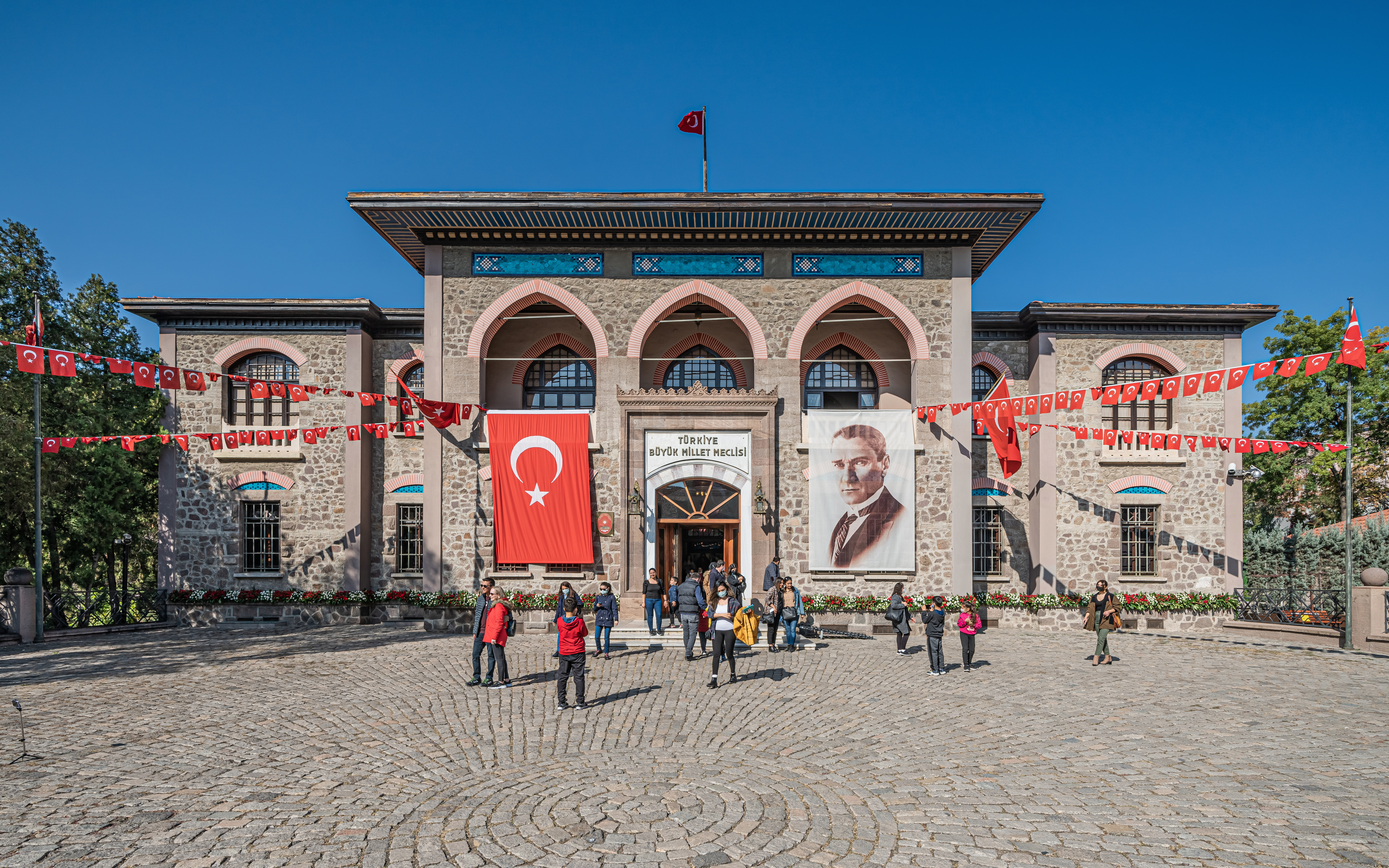
Das zweite Parlamentsgebäude

Ankara umfasst drei Parlamentsgebäude. Das erste historische Parlament am Ulus-Platz war ein jungtürkisches Clubhaus, das von der neu formierten Nationalbewegung 1920 als Parlament benutzt wurde. Hier wurde während des Unabhängigkeitskrieges der Krieg gegen die vorrückenden Griechen und die Haltung zur besetzten Istanbuler Regierung debattiert. Heute ist es ein Museum (Kurtuluş Savaşı Müzesi).
Das zweite historische Parlamentsgebäude wurde aufgrund der engen Platzverhältnisse vom Architekten Vedat Tek entworfen und ist in direkter Nachbarschaft zum ersten Parlament. Es wurde von 1924 bis 1961 genutzt und ist heute ebenfalls ein Museum (Cumhuriyet Müzesi).
Das dritte und im Dienst stehende Parlament wurde 1938 von dem Sieger des Architekturwettbewerbs Clemens Holzmeister entworfen und 1961 fertiggestellt.

### Zitadelle

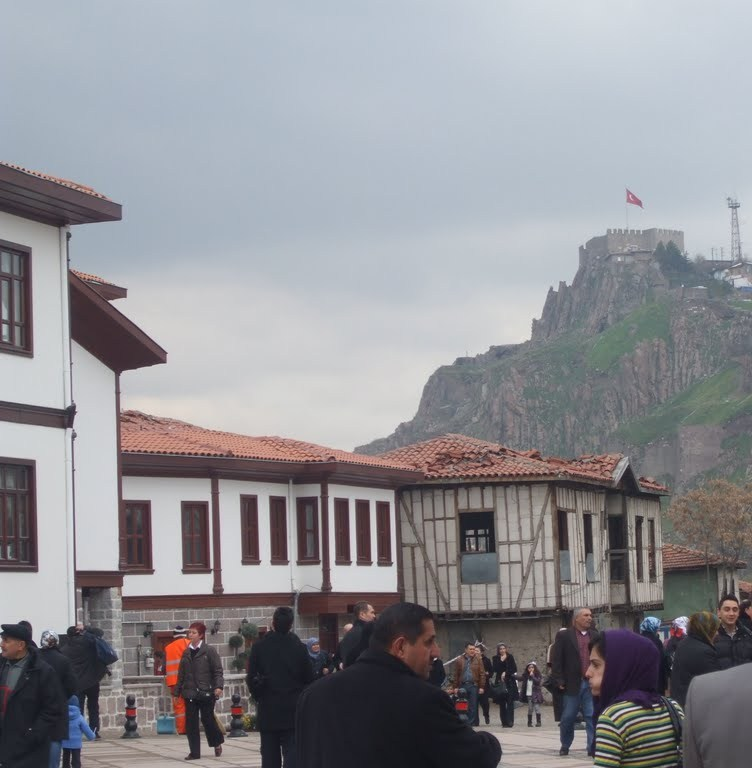
Zitadelle und das Hacıbayram-Viertel

Die Zitadelle von Ankara ist eine von den Hethitern errichtete, von den Galatern ausgebaute und schließlich bis zu den Osmanen weitergenutzte Befestigungsanlage inmitten der Altstadt Ankaras. Sie wird unterteilt in die äußere (Dışkale), innere Burganlage (İçkale) und die Burg an sich (Akkale).

### Moscheen

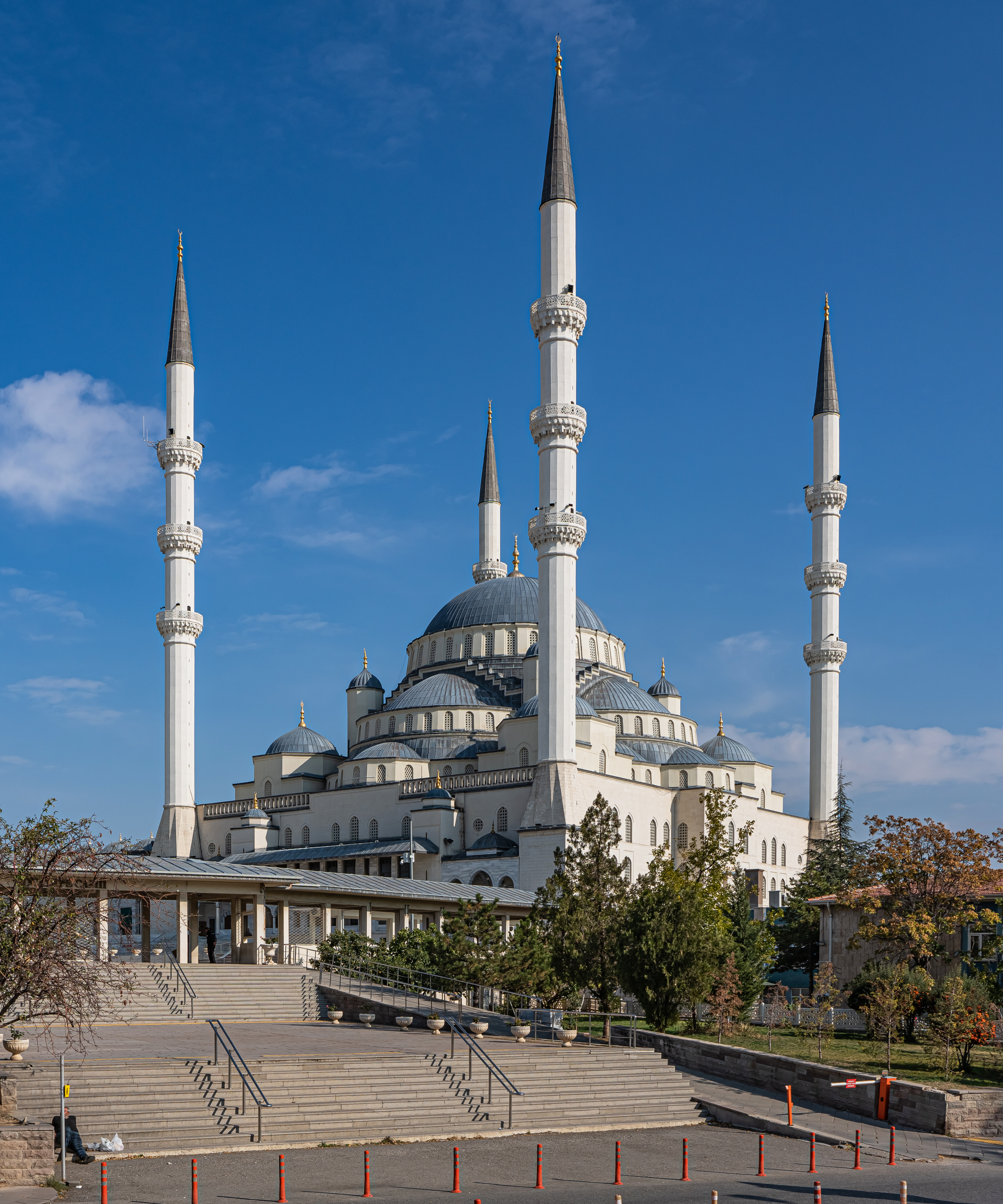
Die Kocatepe-Moschee

Wahrzeichen und Blickfang der Stadt ist die Kocatepe-Moschee. Sie ist die größte der Stadt. Im Inneren der Moschee befinden sich Teehäuser, ein großer Supermarkt und ein Konferenzraum. Das Gotteshaus wurde erst 1987 fertiggestellt und ist ein Rückgriff auf die klassische osmanische Architektur Mimar Sinans. Die ebenfalls bekannte Maltepe-Moschee orientiert sich wie viele andere Moscheen an dem gleichen Stil. Eine tatsächlich von Mimar Sinan in Ankara erbaute historische Moschee aus dem 16. Jh. ist die Neue Moschee im Stadtteil Ulus.
Als architektonische Neuheit gilt die 2008 fertiggestellte Doğramacızade-Ali-Sami-Paşa-Moschee, die der Gründervater vieler Institute İhsan Doğramacı zu Ehren seines Vaters erbauen ließ. Der als postmodern bezeichnete Architekturstil ist schlicht gehalten und die Moschee erlaubt konzeptionell bei speziellen Anlässen auch Nicht-Muslimen die Nutzung der Räume.
Zu den ältesten Moscheen (13. Jh.) der Stadt gehört die Aslanhane-Moschee. Der Name „Aslanhane“ bedeutet „Löwenhalle“ und ist den Löwenreliefs an der Außenfassade geschuldet. Der Gebetsraum wird im typischen seldschukischen Stil von hölzernen Säulen gestützt.
Die Hacı-Bayram-Moschee wurde nach dem Dichter und Gründer des Bairami-Sufiordens, Hacı Bayram-i Veli benannt, dessen Grabmal sich direkt im Hintergarten befindet. Sie wurde 1428 fertiggestellt und besitzt ein Minarett. Unmittelbar angrenzend an die Moschee steht die Ruine des Augustustempels. Die Moschee steht inmitten eines Viertels mit restaurierten bzw. im osmanischen Stil neu- oder wiedererrichteten Gebäuden. Der Weg zur Moschee ist gesäumt von Läden für religiöse Literatur und Devotionalien.

### Museen

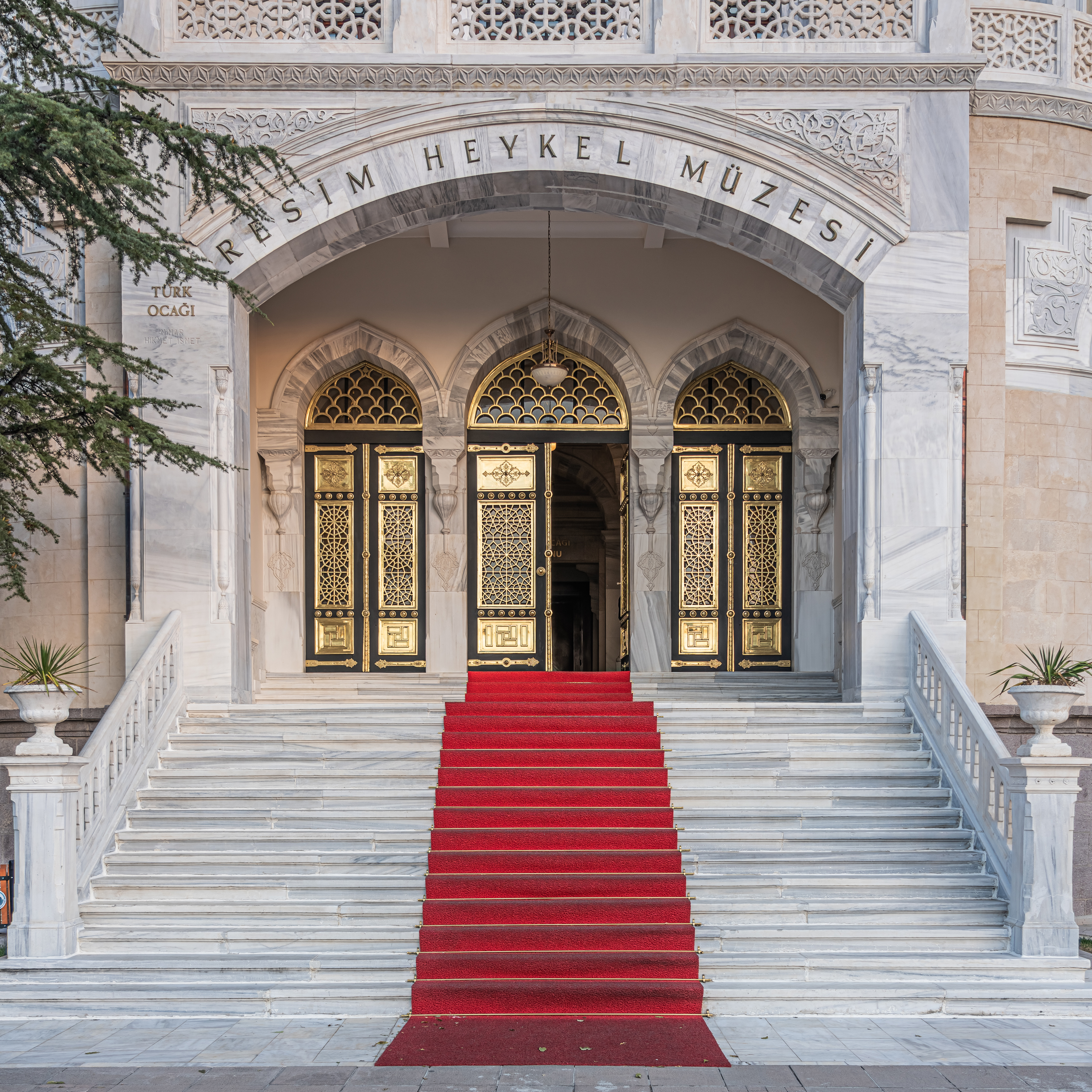
Staatliches Kunst- und Skulpturenmuseum Ankara

Eines der international bedeutendsten archäologischen Museen der Türkei ist das Museum für anatolische Zivilisationen, das als Schwerpunkt Exponate der Epochen bis zum Beginn des ersten vorchristlichen Jahrhunderts und dabei besonders der Hethiter ausstellt.
Mit der jüngeren Geschichte der Republik beschäftigen sich die beiden ehemaligen Parlamente, die in Museen umgewandelt wurden. Auch das Museum im Anıtkabir behandelt das Thema und zeigt neben Habseligkeiten des Staatsgründers auch Schlachten audiovisuell auf Panoramaleinwänden. Es beherbergt zudem Nationalgemälde und Porträts des Staatsgründers und der beteiligten Generalität.
Auf dem Namazgah Hügel liegen zwei im ersten nationalen Stil erbaute Museen. Das Ethnografische Museum Ankara ist ein 1930 erbautes Volkskundemuseum und stellt schwerpunktmäßig Exponate ab der seldschukischen Zeit aus: Koch-, Wohn- und Arbeitsumgebung und diverse Kunstformen der Nomaden und sesshaften Bewohner Anatoliens. Daneben liegt das Staatliche Kunst- und Skulpturenmuseum, welches als Zentrale der Türk Ocağı und Halkevleri genutzt wurde und heute als Kunstmuseum dient.
Das 2006 eröffnete Çengelhan Rahmi M. Koç Museum befindet sich in der ehemaligen Çengelhan-Karawanserei und ist namentlich dem Sohn des türkischen Wirtschaftspionier Vehbi Koç gewidmet. Das Industriemuseum beinhaltet Maschinen und Gerätschaften aus dem Zeitalter der beginnenden Industrialisierung (Kommunikation, Navigation, Landwirtschaft). Daneben gibt es zwei Wissenschaftsmuseen in der Stadt, das Feza Gürsey Science Center in Altinpark und das Technologie- und Wissenschaftsmuseum der ODT-Universität (ODTÜ Bilim ve Teknoloji Müzesi).

### Bühnen

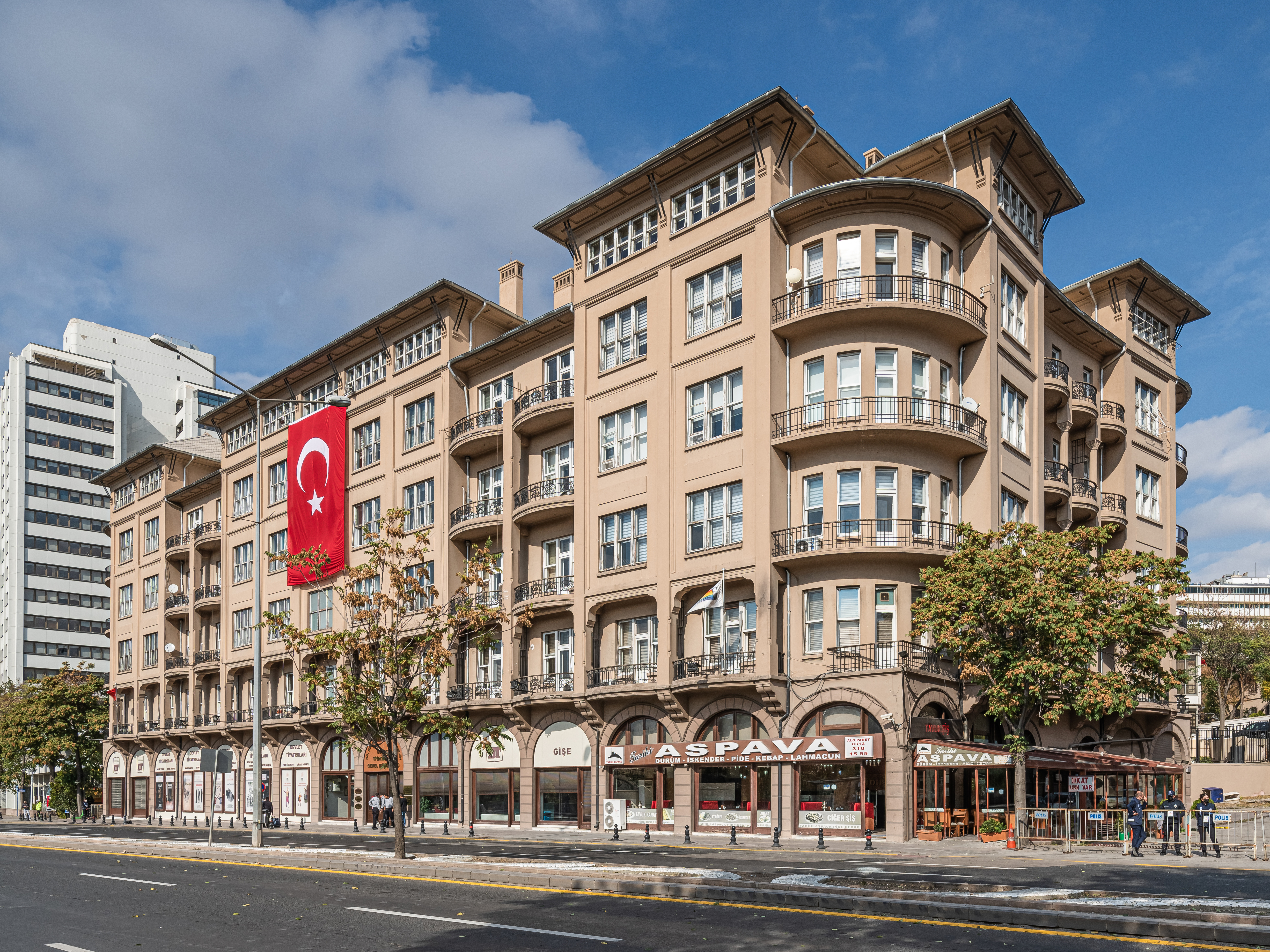
Das historische Evkaf Apartmanı, die Zentrale der türkischen Staatstheater.

Die Opera Sahnesi (Deutsch: Opernbühne) ist das größte der insgesamt drei Opernhäuser in Ankara. Es gehört zu den Türkischen Staatstheatern (Devlet Tiyatroları).
- Ankara Opera Sahnesi („Opernbühne“, auch bekannt als Büyük Tiyatro)
- Leyla Gencer Sahnesi
- Operet Sahnesi

Folgende Bühnen in Ankara gehören zu den Türkischen Staatstheatern: 125. Yıl Çayyolu Sahnesi, Büyük Tiyatro („Große Bühne“), Küçük Tiyatro („Kleine Bühne“), Şinasi Sahnesi, Akün Sahnesi, Altındağ Tiyatrosu, İrfan Şahinbaş Atölye Sahnesi, Oda Tiyatrosu (Oda Tiyatrosu), Mahir Canova Sahnesi, Muhsin Ertuğrul Sahnesi.
Des Weiteren befinden sich in Ankara fünf klassische Orchester:
- Präsidentielles Symphonieorchester, türkisch: Cumhurbaşkanlığı Senfoni Orkestrası (Abk. CSO), international auch Presidential Symphony Orchestra
- Bilkent-Sinfonieorchester
- Hacettepe Senfoni Orkestrası
- Orkestra Akademik Başkent
- Kammerorchester der Hauptstadt (Başkent Oda Orkestrası)

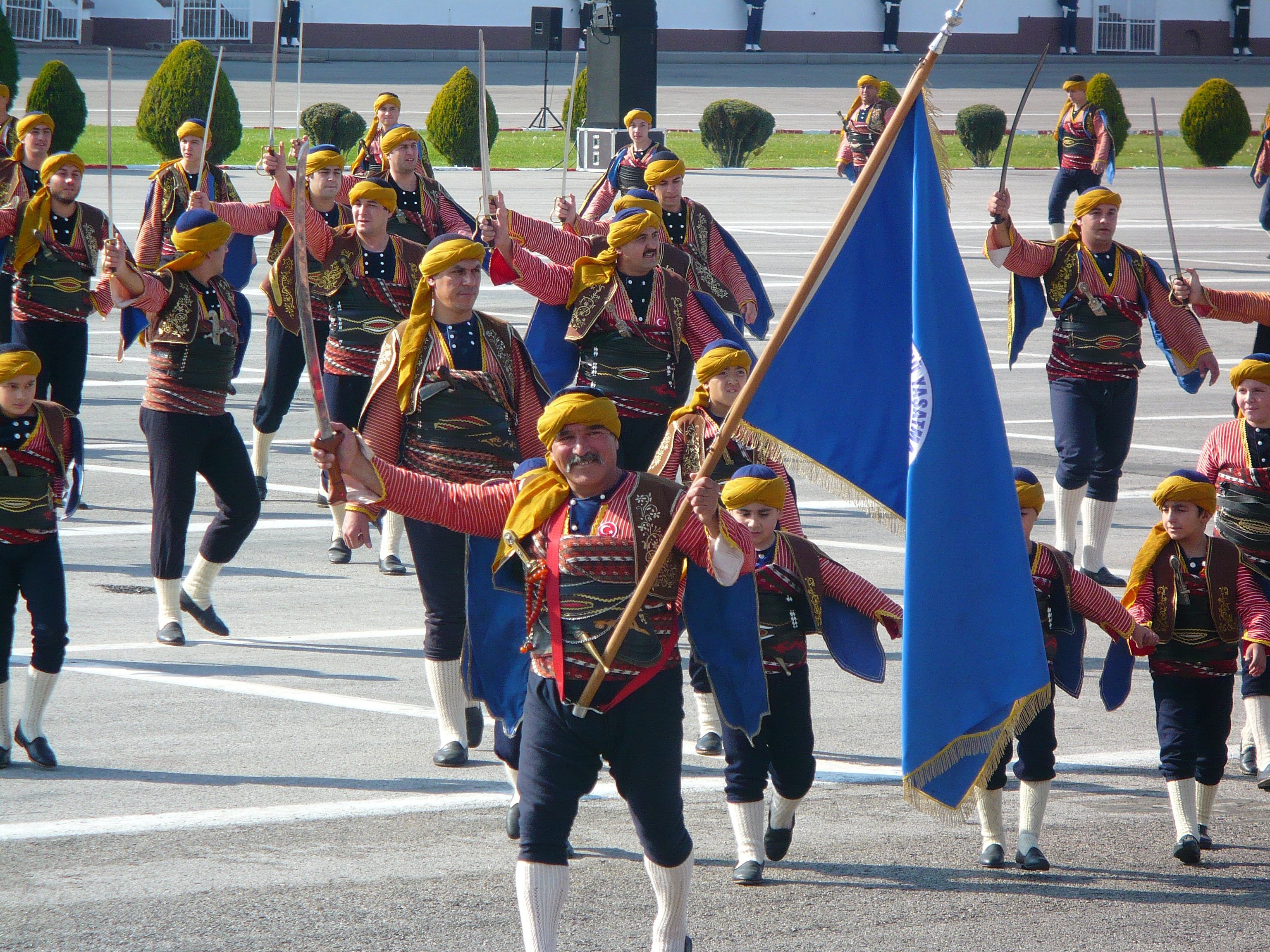
Die Seymen in Ankara bei einem Feiertag der Republik

### Seymen
Äquivalent zu den in Westanatolien lokalisierten Zeybeks gibt es auch in Inneranatolien und besonders in Ankara die sogenannten Seymen. Diese waren zu seldschukischen Zeiten bewaffnete Sicherheitskräfte. Heute sind sie in Vereinen organisiert und führen bei besonderen Anlässen in traditioneller Tracht, mit Turban und Krummsäbel in kleinen Gruppen ihre charakteristischen Tänze vor. Anlässe sind nationale Feiertage. Ein wichtiger lokaler Feiertag – und besonders für die Seymen – ist die Ankunft Mustafa Kemals in Ankara am 27. Dezember 1919. An diesem Tag wurde Mustafa Kemal als Organisator des anatolischen Widerstands von einer großen Gruppen tanzender Seymen mit Zurna und Davul in Empfang genommen, welches bei diesem Fest folkloristisch nachgebildet wird.

## Sport

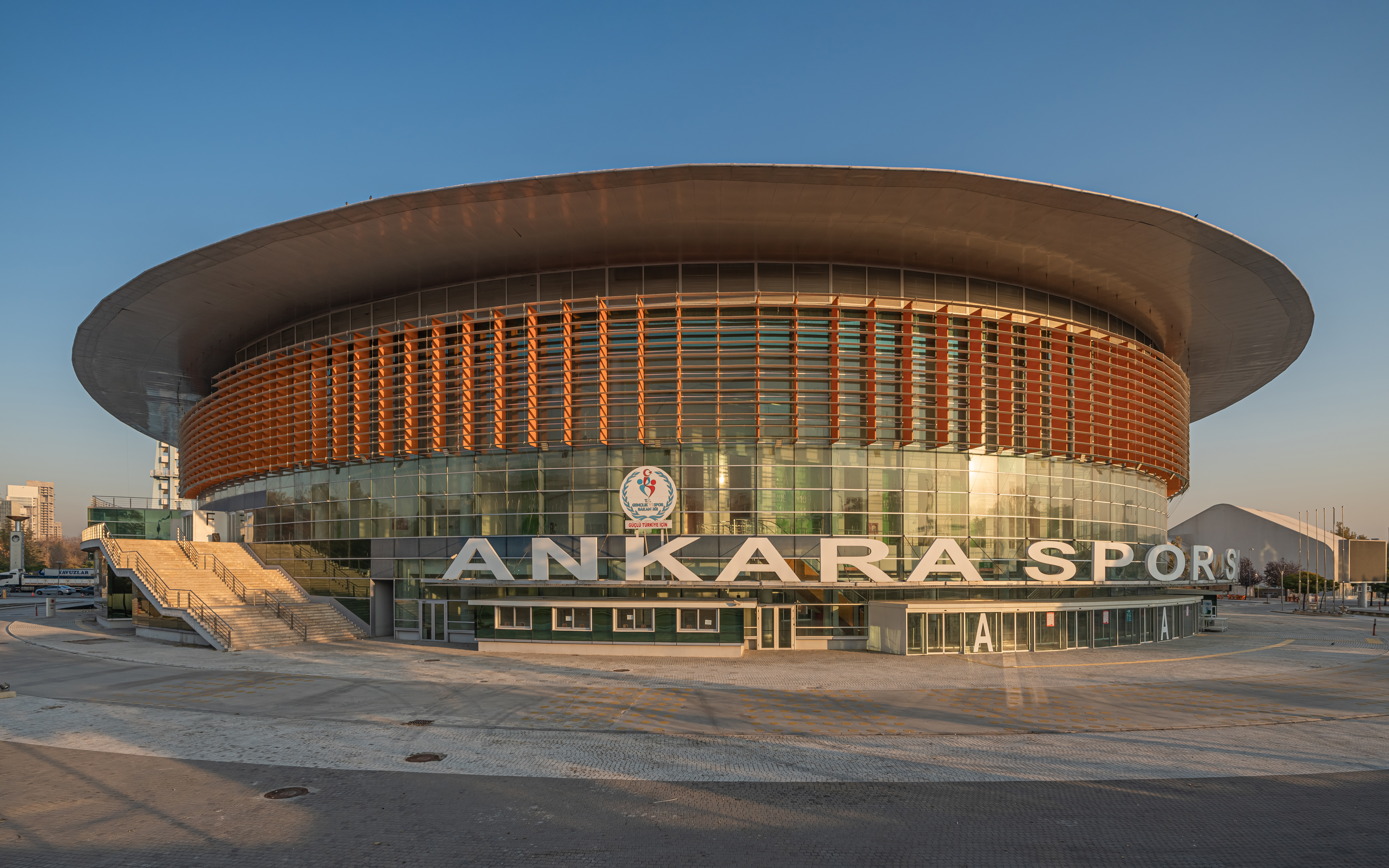
Ankara-Arena

Zur Saison 2012/2013 spielt ein Fußballverein in der Süper Lig, der höchsten türkischen Spielklasse: Gençlerbirliği SK. Der Verein spielt im Leichtathletikstadion Ankara 19 Mayıs, das 21.250 Zuschauern Platz bietet. Hinter den İstanbuler Vereinen sind Vereine aus Ankara (MKE Ankaragücü, Ankara Şekerspor), jedoch eher zweitrangig und somit international weitgehend unbekannt. Weitere Sportmöglichkeiten sind zum Beispiel Skifahren auf dem Elmadağ, dem Hausberg von Ankara, oder Schlittschuhlaufen im Eisstadion. Des Weiteren gibt es noch mit Türk Telekomspor einen Basketballerstligisten.

## Städtepartnerschaften
- Aşgabat (Turkmenistan)
- Astana (Kasachstan)
- Peking (Volksrepublik China)
- Bischkek (Kirgisistan)
- Bukarest (Rumänien)
- Chișinău (Moldau)
- Islamabad (Pakistan)
- Hanoi (Vietnam)
- Kiew (Ukraine)
- Kuala Lumpur (Malaysia)
- Kuwait (Kuwait)
- Tiflis (Georgien)
- Moskau (Russland)
- Santiago de Chile (Chile)
- Sarajevo (Bosnien und Herzegowina)
- Seoul (Südkorea)
- Skopje (Nordmazedonien)
- Sofia (Bulgarien)
- Tirana (Albanien)
- Pristina (Kosovo)
- Ufa (Russland)
- Mogadischu (Somalia)
- Khartum (Sudan)
- Sanaa (Jemen)
- Damaskus (Syrien)
- Manama (Bahrain)
- Lefkoşa (Nordzypern)
- Duschanbe (Tadschikistan)
- Washington, D.C. (Vereinigte Staaten)

## Bildergalerie

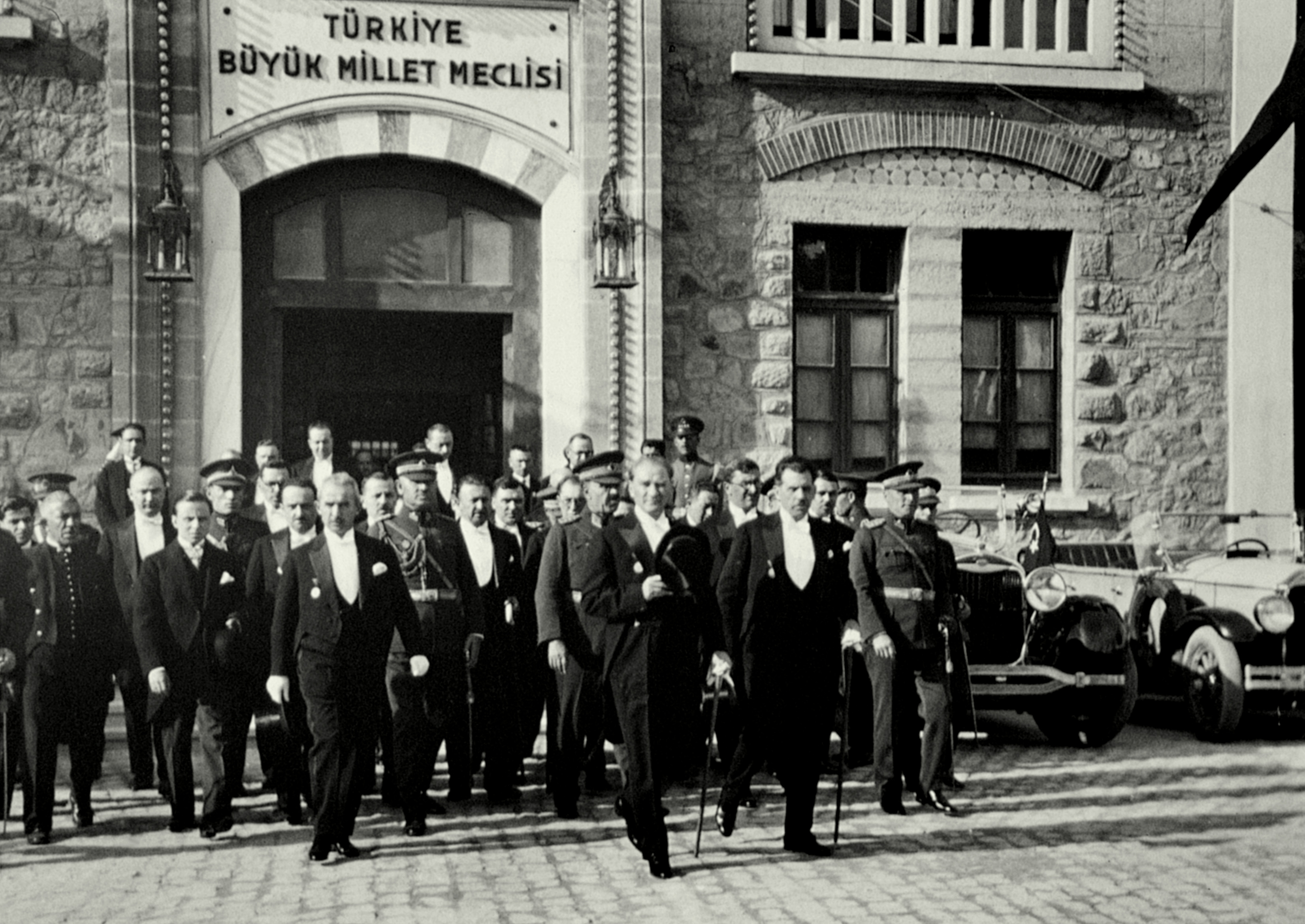
Große Nationalversammlung der Türkei (1930)
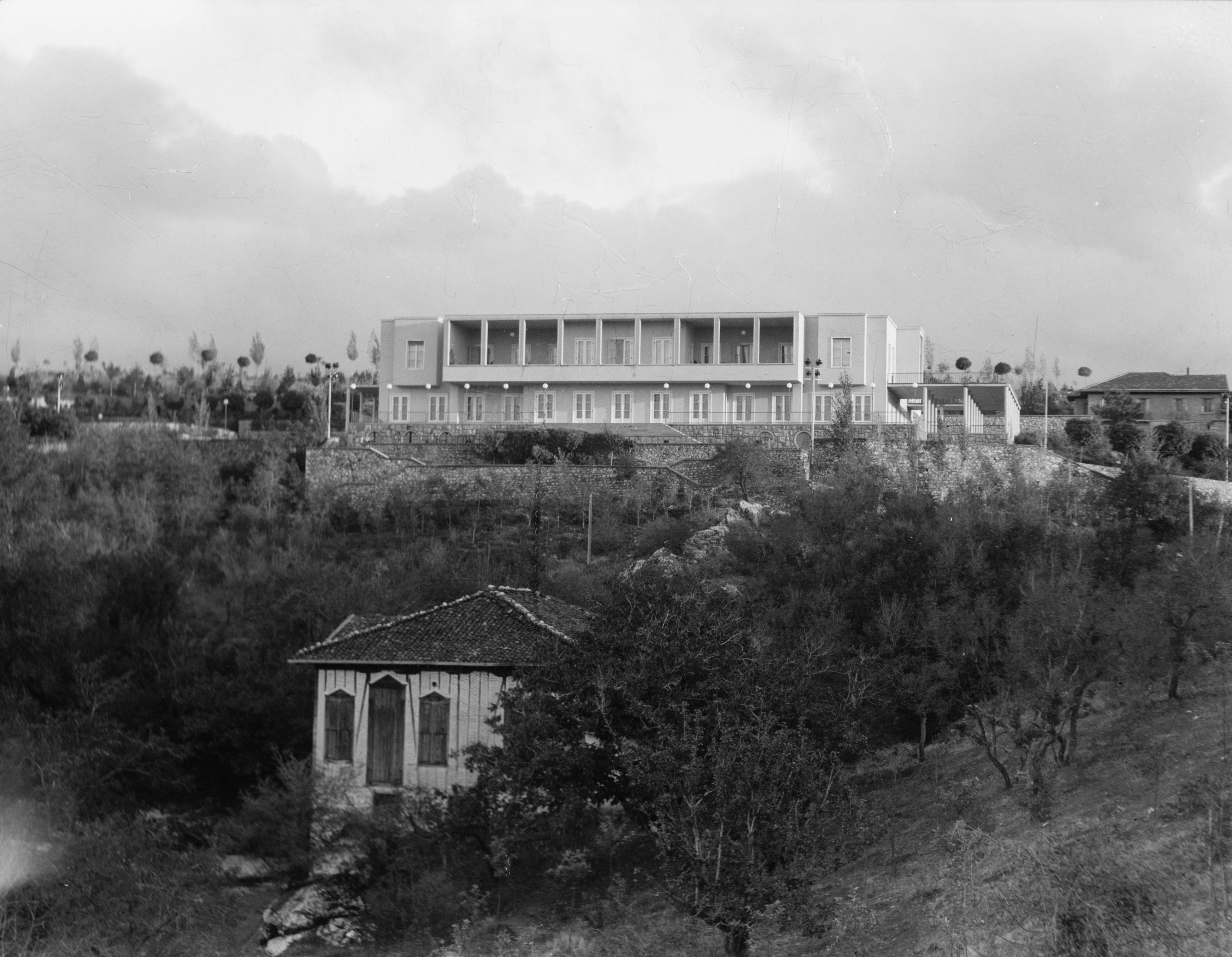
Çankaya-Palast (1935)
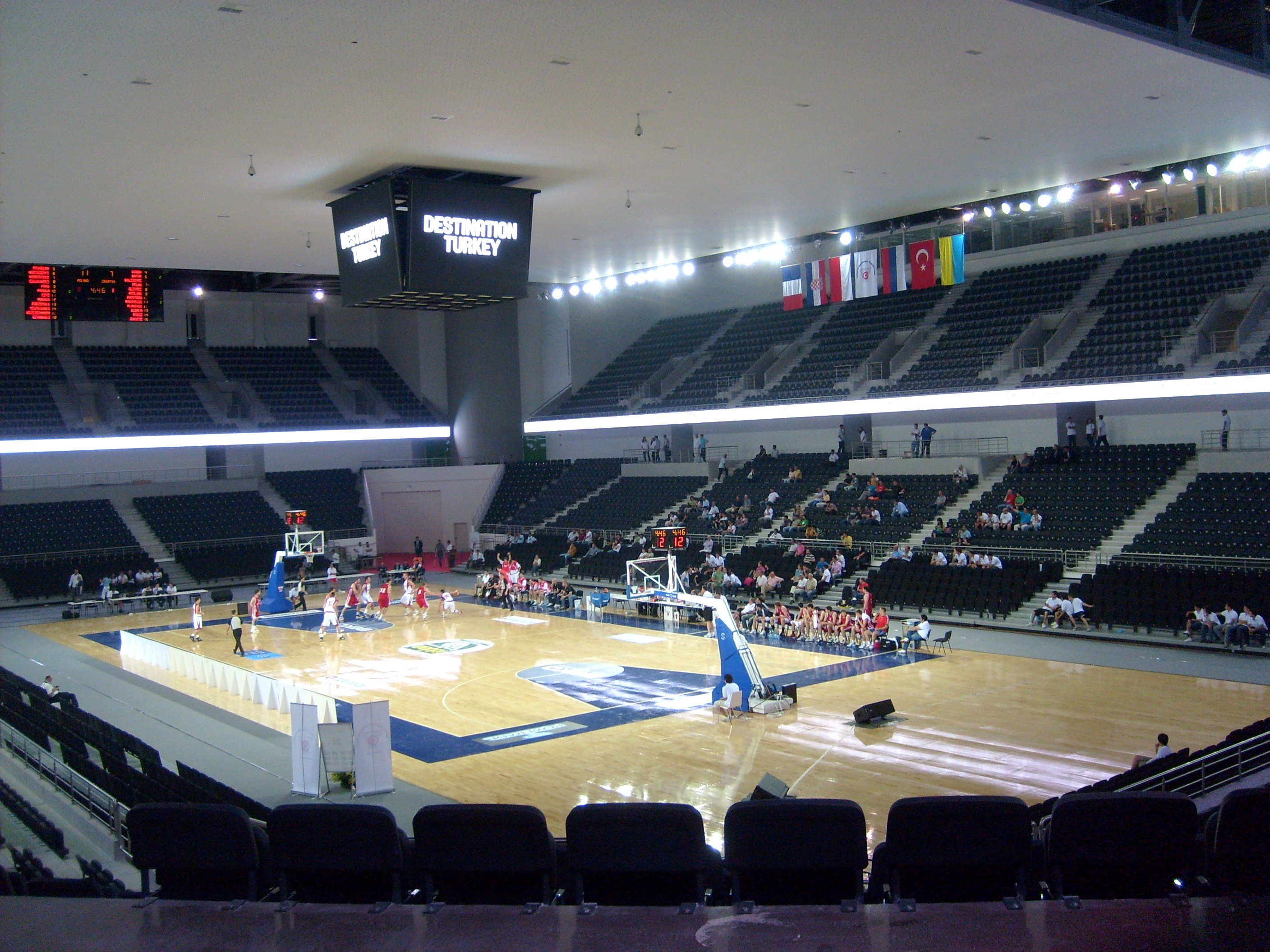
Ankara Arena
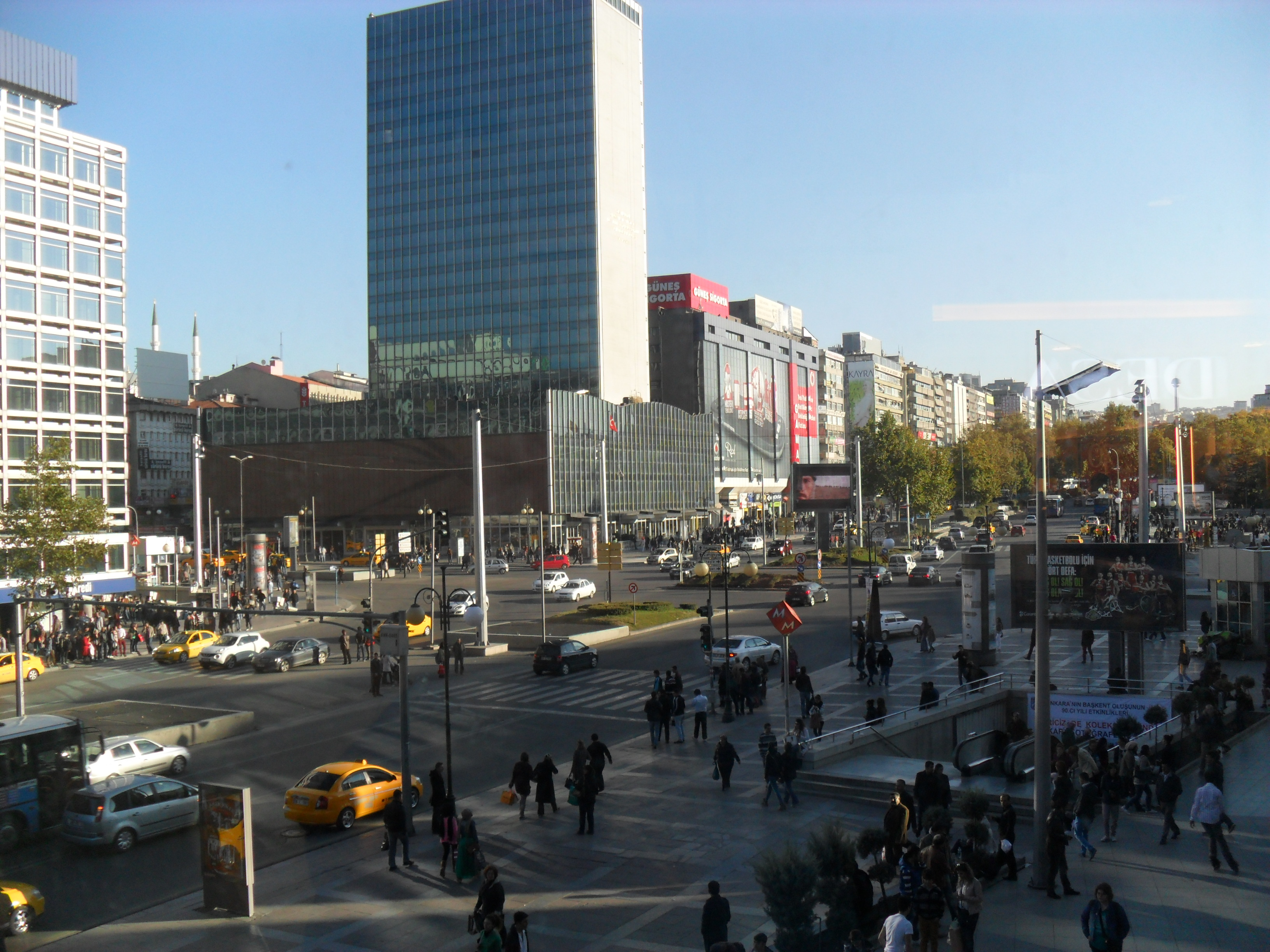
Kızılay-Platz
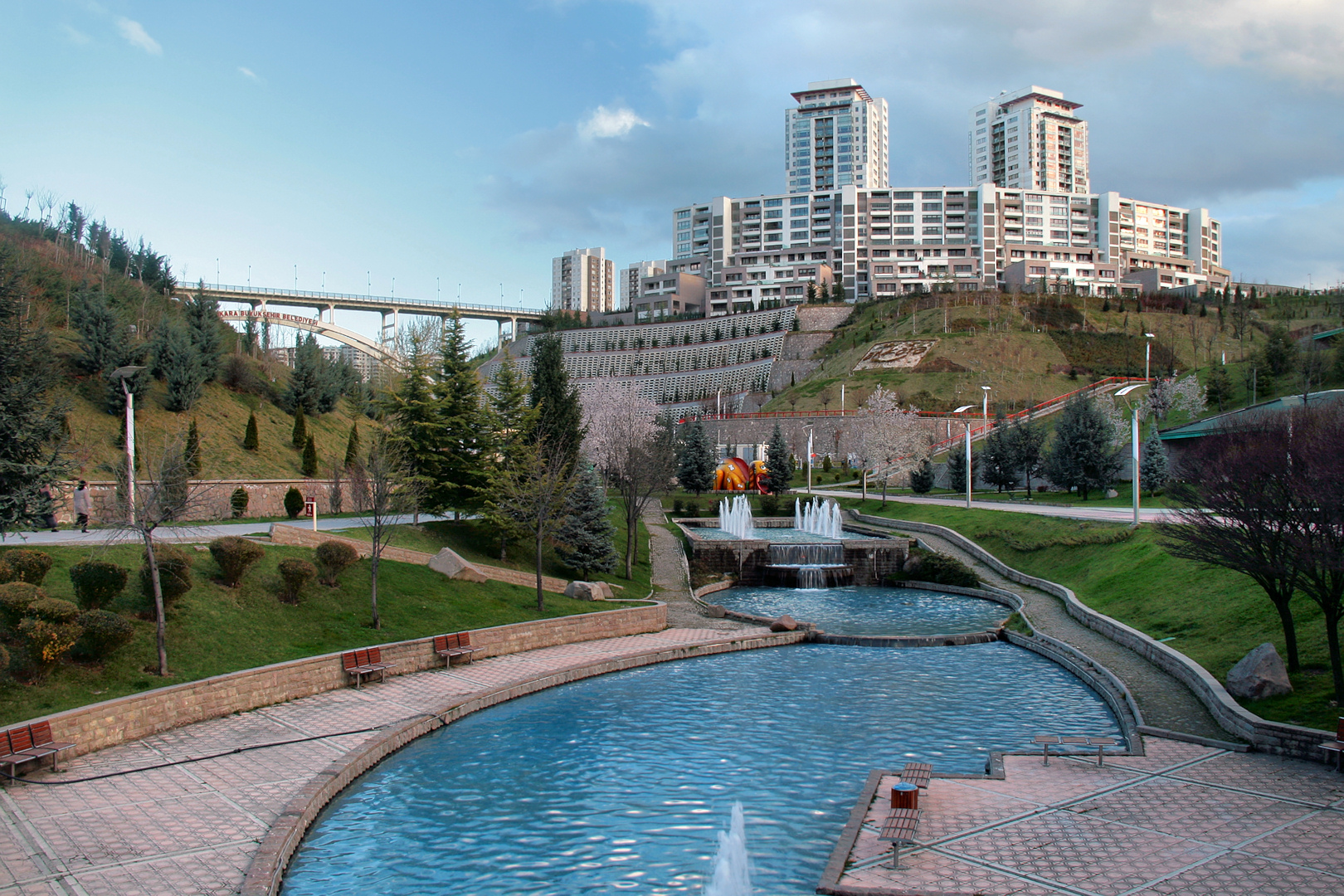
Dikmen Tal Park
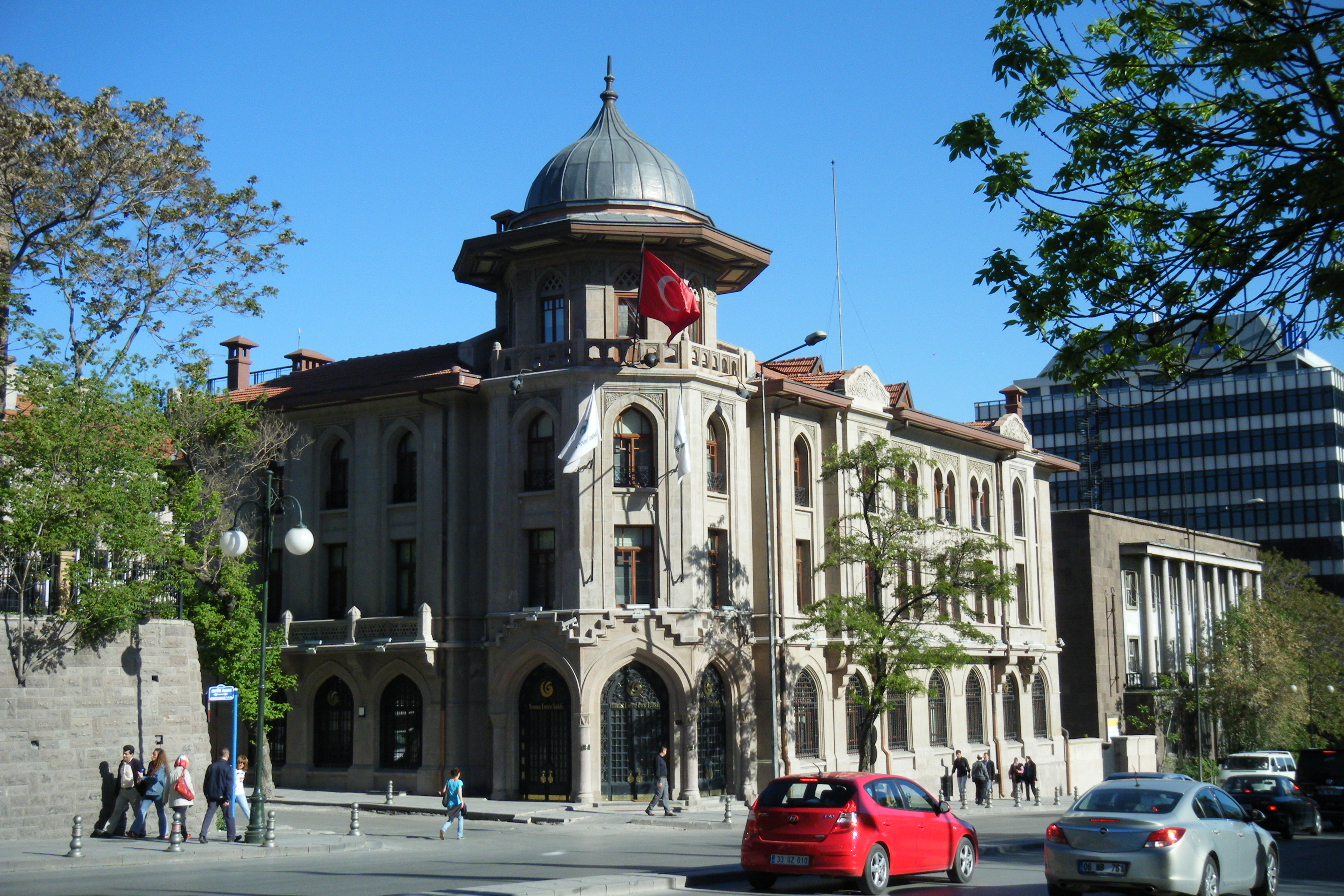
Yunus-Emre-Institut

## Sonstiges

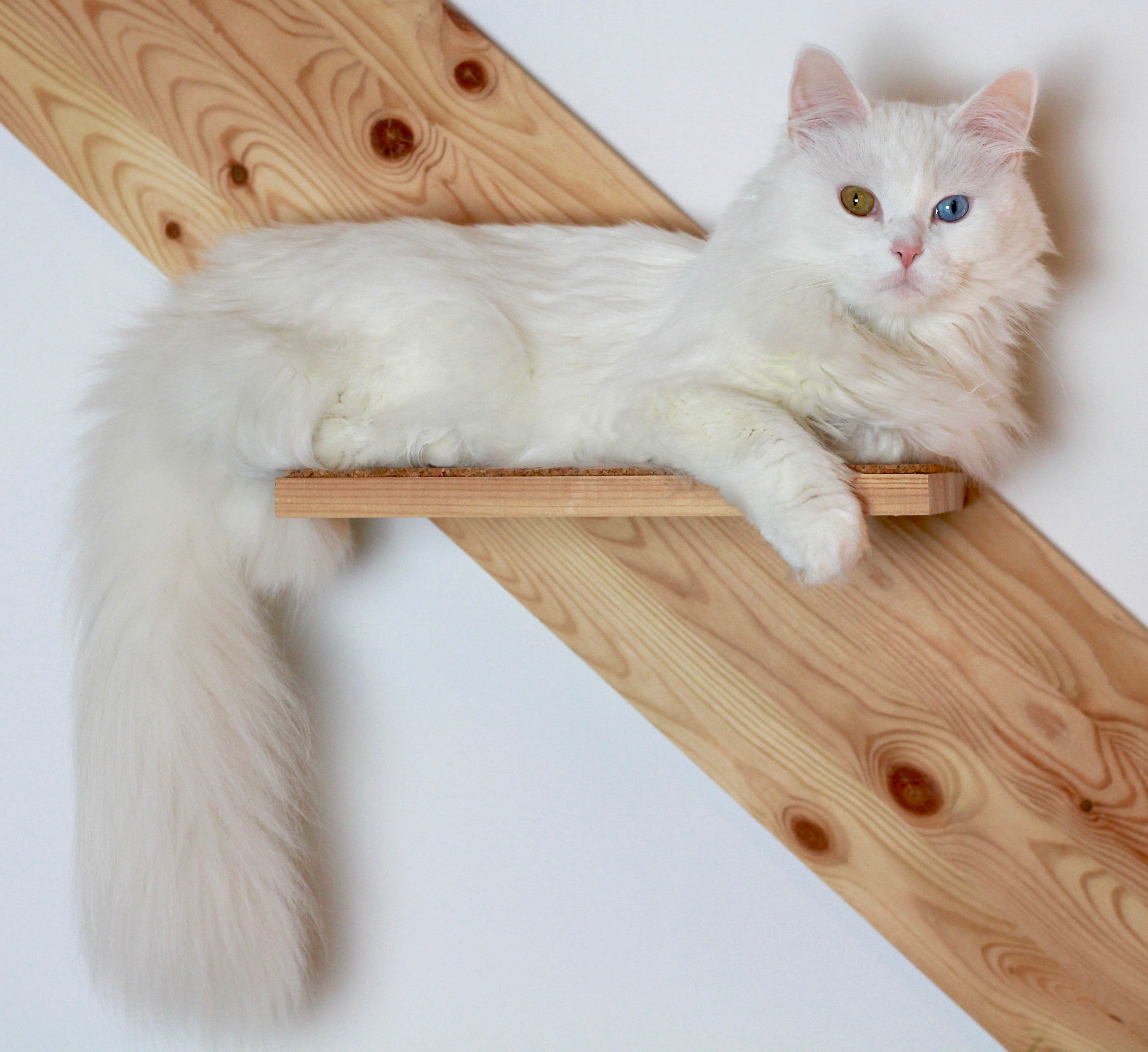
Türkisch Angora

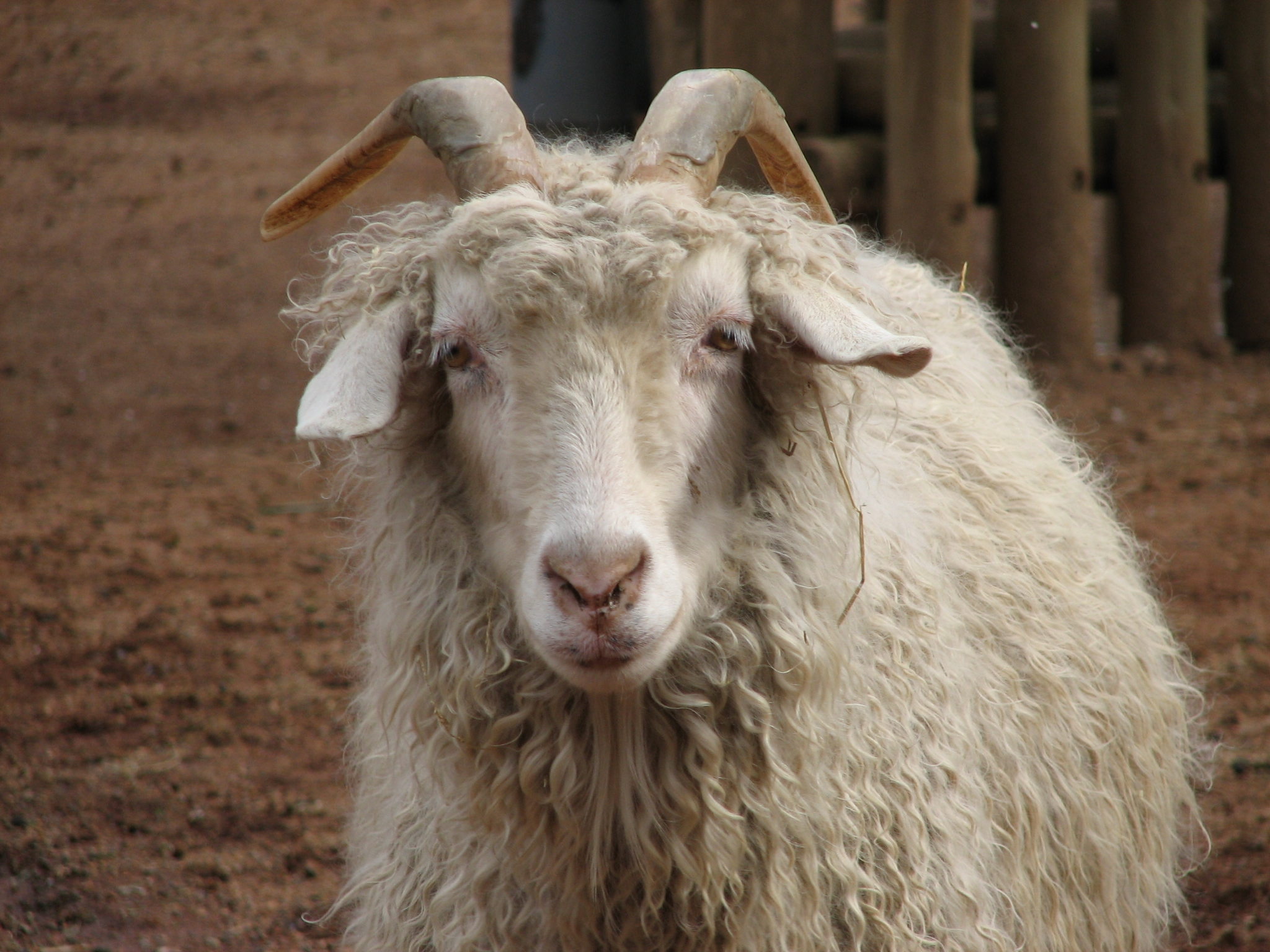
Einst brachte Ankara das Haar der nach dem früheren Namen der Stadt benannten Angoraziege Wohlstand.

Ankara ist die Heimat der Türkisch Angora, einer Katzenrasse, die als älteste Langhaar-Rasse der Welt gilt.
Die Angoraziege ist eine Rasse der Hausziege und zählt zu den Wollziegenrassen. Die reinweiße Ziege hat langes, seidiges und lockig herabhängendes Haar.